# Barack Obama
Barack Hussein Obama al II-lea (pronunție în limba engleză i/bəˈrɑːk huːˈseɪn ɵˈbɑːmə/; n.  ?) este un om de stat american, al 44-lea președinte al Statelor Unite ale Americii, fiind primul afro-american ales în această funcție, în urma alegerilor prezidențiale din 4 noiembrie 2008, alături de Joe Biden ca vicepreședinte. A fost învestit în funcție la 20 ianuarie 2009 și l-a înlocuit pe predecesorul său George W. Bush. În 2012, a fost reales, rămânând astfel în funcție pentru încă 4 ani. Și-a încheiat mandatul la 20 ianuarie 2017, fiind succedat de Donald Trump. 
Fiul unui kenyan, Barack Hussein Obama, Sr. și al unei americane, Ann Dunham Stanley, Obama a petrecut o mare parte a copilăriei în Honolulu, Hawaii. De la șase până la zece ani a trăit în Jakarta, împreună cu mama lui și cu tatăl vitreg, indonezian. Absolvent al Universității Columbia și al Facultății de Drept de la Harvard, înainte de a candida pentru intrarea în administrația publică și de a deveni membru al Senatului statului Illinois între 1997 și 2004, Obama a lucrat ca mobilizator comunitar, docent universitar și ca avocat specializat în apărarea drepturilor civile. După o încercare nereușită de a obține un loc în Camera Reprezentanților a S.U.A. în anul 2000, în 2003 Obama și-a anunțat participarea la campania electorală pentru Senatul S.U.A.. 
Un an mai târziu, când era încă membru al Senatului din Illinois, Obama a ținut discursul principal la Convenția Națională Democrată din 2004. În noiembrie 2004 Obama a fost ales ca senator al Statelor Unite, cu o majoritate de 70%  din voturi. În calitate de membru al opoziției democrate în al 109-lea Congres al Statelor Unite, Obama a susținut o serie de legi bipartizane care urmăreau controlul armelor convenționale și creșterea responsabilizării administrației în ceea ce privește utilizarea fondurilor publice. În aceeași perioadă a întreprins vizite oficiale în Europa de Est, Orientul Mijlociu și Africa. În Congresul actual, al 110-lea, a sprijinit legislația referitoare la lobbying și frauda electorală, schimbarea climatică, terorismul nuclear și la sprijinul care trebuie să fie acordat personalului militar întors acasă. 
Din februarie 2007, dată la care a anunțat începerea campaniei sale prezidențiale, Obama include printre obiectivele sale prioritare terminarea războiului din Irak menținând în același timp o politică de aparăre solidă, creșterea independenței energetice și asigurarea asistenței medicale universale. Căsătorit din 1992, are două fiice. Este autorul a două cărți de mare succes: Dreams from My Father, o carte de memorii, și The Audacity of Hope, un comentariu personal asupra politicii Statelor Unite.
La 9 octombrie 2009, Barack Obama a fost anunțat drept laureat al Premiului Nobel pentru Pace pe 2009, „pentru eforturile sale extraordinare în scopul întăririi cooperării între popoare”.

## Tinerețea și primii ani ai carierei

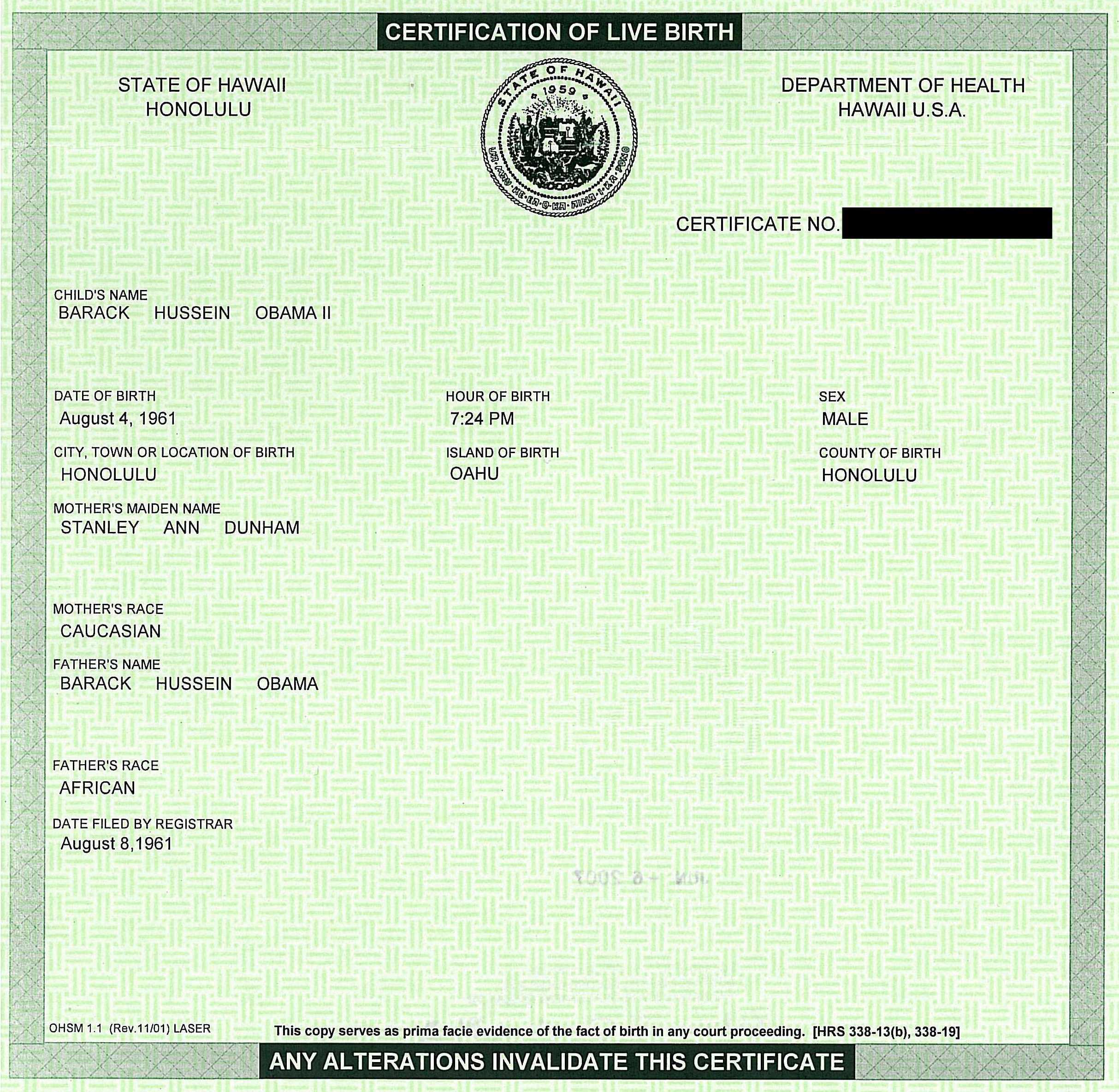
O imagine scanată a certificatului de naștere a președintelui Statelor Unite, Barack Obama, publicat de campania sa către Markos Moulitsas de pe site-ul Daily Kos.

Obama, născut pe 4 august 1961 în Honolulu, Hawaii, este fiul lui Barack Hussein Obama, Sr. (născut în provincia kenyană Nyanza, de etnie luo⁠(en)[traduceți]) și al lui Ann Dunham (născută în Wichita, Kansas). În copilărie, la școală și acasă i se spunea „Barry”. Părinții, care se cunoscuseră la Universitatea Hawaii din Manoa, unde tatăl său era înscris ca student străin, s-au despărțit când Obama avea doi ani, divorțând ulterior. După un doctorat obținut la Harvard, Barack Obama senior s-a întors în Kenia, unde a murit în 1982, într-un accident de mașină. Ann Dunham s-a căsătorit cu un alt student străin, Lolo Soetoro, în 1967 familia mutându-se în Indonezia, țara natală a lui Soetoro. De la șase până la zece ani Obama a frecventat o școală din Jakarta cu predare în limba indoneziană. Din clasa a cincea până în 1979 a locuit cu bunicii materni în Honolulu, unde a urmat cursurile școlii private Punahou, descrisă în Dreams from My Father ca o „prestigioasă școală pregătitoare”. Mai târziu va scrie despre anii petrecuți în Hawaii: „Ocazia care mi-a fost oferită acolo – experiența unei societăți în care o multitudine de culturi conviețuiesc în respect reciproc – a devenit parte integrantă a concepției mele despre lume și fundamentul sistemului meu de valori”.  În 1995, mama sa a murit de cancer ovarian.
În Dreams from My Father, Obama descrie experiențele sale și educația primită într-o familie aparținând clasei de mijloc americane.Pe tatăl său, care a făcut o scurtă vizită în America în 1971, l-a cunoscut mai ales din povestirile familiei și din fotografii. Referindu-se la primii ani ai copilăriei, scrie: „Eram doar vag conștient de faptul că tatăl meu era complet diferit de cei din jurul meu - că era negru ca smoala, în timp ce mama mea era albă ca laptele.”  Cartea descrie dificultatea tânărului Obama de a reconcilia percepțiile sociale în legătură cu moștenirea sa multirasială, și faptul că în timpul adolescenței a consumat alcool, marijuana și cocaină, „pentru a evita să mă întreb cine eram”.
După absolvirea liceului a frecventat timp de doi ani Occidental College din Los Angeles, după care s-a mutat la New York, unde a studiat științe politice la Universitatea Columbia, specializându-se în relații internaționale. Licențiat în 1983, a lucrat la Business International Corporation și la New York Public Interest Research Group, transferându-se apoi la Chicago pentru a se dedica activității de mobilizator comunitar. În calitate de director al proiectului Developing Communities, s-a ocupat de locuitorii cu venituri modeste dintr-o zonă a orașului numită Roseland și din complexul de locuințe sociale Altgeld Gardens. În 1988 a fost admis la Harvard Law School, școală de înalte studii în drept. În 1990, The New York Times semnala alegerea lui ca președinte al revistei Harvard Law Review, Obama fiind prima persoană de culoare care a ocupat această funcție în cei 104 ani de existență a acesteia. În 1991 a obținut titlul de Juris Doctor magna cum laude. Întorcându-se la Chicago, a condus o mișcare ce avea scopul de a convinge cât mai multe persoane să se înregistreze pentru a vota (în engleză voter registration drive). Între 1993 și 1996, ca avocat asociat al biroului Miner, Barnhill & Galland, s-a ocupat de cazuri de discriminare și de încălcare a dreptului de vot precum și de reprezentarea legală a mobilizatorilor comunitari. Din 1993 până în 2004, când a devenit senator al S.U.A., a predat drept constituțional la Facultatea de Drept din Chicago.

## Senator la nivel de stat federal, 1997–2004

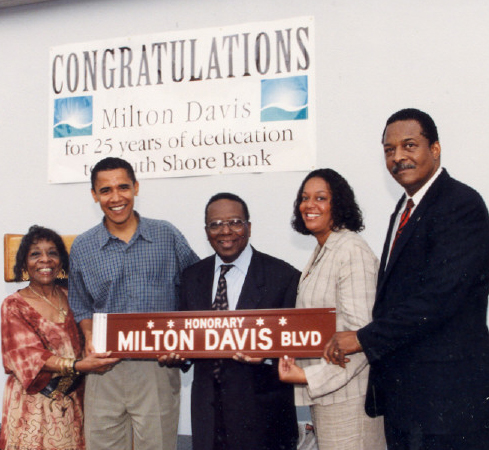
Obama sărbătorind în 1998 numirea unei străzi din Chicago după cofondatorul băncii ShoreBank, Milton Davis

Obama a fost ales ca membru al Senatului statului Illinois în 1996, succedându-i în funcție lui Alice Palmer ca senator din partea colegiului 13 din Illinois, care la acea vreme era compus din cartierele de sud din Chicago de la Hyde Park-Kenwood înspre sud până la South Shore și înspre vest până la Chicago Lawn. După ce a fost ales, Obama a obținut suportul ambelor partide importante pentru legi care reformau codurile de etică și legislația sistemului sanitar. A susținut o lege care mărea deducerile pentru angajații cu salarii mici, a negociat reforma protecției sociale, și a promovat creșterea subvențiilor pentru creșterea copiilor. În 2001, din funcția de copreședinte al Joint Committee on Administrative Rules, Obama a susținut propunerile guvernatorului republican Ryan pentru reglementarea plăților împrumuturilor cu scopul de a evita scoaterea la vânzare a proprietăților ipotecate.
Obama a fost reales în senatul statului Illinois în 1998 și în 2002. În 2000, a pierdut alegerile primare din cadrul Partidului Democrat pentru Camera Reprezentanților în fața lui Bobby Rush, care era atunci la al patrulea mandat.
În ianuarie 2003, Obama a devenit președinte al Comisiei pentru Sănătate și Servicii Umane a Senatului statului Illinois, după ce democrații au devenit majoritari pentru prima oară după 10 ani. A susținut adoptarea în unanimitate a legilor de monitorizare a discriminărilor rasiale, cerând poliției să înregistreze rasa șoferilor pe care îi aresta, și a legilor care au făcut din Illinois primul stat în care a devenit obligatorie înregistrarea video a interogatoriilor în cazurile de omucidere. În timpul campaniei pentru alegerile generale din 2004 pentru Senatul Statelor Unite, reprezentanții poliției l-au lăudat pe Obama pentru implicarea activă în organizațiile poliției prin reformele adoptate în domeniul aplicării pedepsei capitale. Obama a demisionat din Senatul Illinois în noiembrie 2004 în urma alegerii sale în Senatul Statelor Unite.

## Campania pentru Senat

Rezultatul votului din 2004 pentru Senatul SUA, Illinois. Obama a câștigat în comitatele colorate în albastru.

La jumătatea lui 2002, Obama a început să se gândească la o candidatură pentru Senatul federal; și-a asigurat sfatul consultantului politic David Axelrod în acea toamnă și și-a anunțat candidatura în ianuarie 2003. Deciziile senatorului republican Peter Fitzgerald și ale predecesorului său democrat Carol Moseley Braun de a nu mai candida au deschis alegeri primare în cadrul celor două partide, la care au participat cincisprezece candidați. Candidatura lui Obama a fost susținută de campania publicitară a lui Axelrod cu imagini ale răposatului primar al orașului Chicago, Harold Washington, și de susținerea fiicei lui Paul Simon, fostul senator de Illinois. A primit peste 52% din voturi în alegerile primare din martie 2004, cu 29 de procente peste cel mai apropiat contracandidat democrat.
Adversarul așteptat al lui Obama la alegerile generale, câștigătorul alegerilor primare din tabăra republicană, Jack Ryan, s-a retras din cursă în iunie 2004.
În iulie 2004, Obama a ținut discursul principal la Convenția Națională Democrată din 2004 de la Boston, Massachusetts. După ce a descris experiențele bunicului său dinspre mamă din timpul celui de-al Doilea Război Mondial și a felului cum a beneficiat el de programele FHA și G.I. Bill din cadrul politicii New Deal, Obama a vorbit despre schimbarea priorităților sociale și economice ale guvernului federal. El a pus sub semnul întrebării gestiunea războiului din Irak de către administrația Bush și a accentuat obligațiile statului american față de soldații săi. Bazându-se pe exemple din istoria SUA, el a criticat punctele de vedere partizane ale electoratului și a cerut americanilor să găsească unitate în diversitate, spunând, „Nu există o Americă liberală și una conservatoare; există doar Statele Unite ale Americii.” Difuzarea discursului de către marile organizații media l-au lansat pe Obama ca figură politică de anvergură națională și i-au întărit poziția în campania pentru Senatul SUA.
În august 2004, la două luni după retragerea lui Ryan și la mai puțin de trei luni înainte de alegeri, Alan Keyes a acceptat nominalizarea Partidului Republican din statul Illinois la candidatură în locul lui Ryan. Rezident al statului Maryland, Keyes și-a stabilit legal reședința în Illinois odată cu nominalizarea. În alegerile generale din noiembrie 2004, Obama a primit 70% din voturi, față de doar 27% obținute de Keyes, obținând astfel cea mai detașată victorie în alegerile senatoriale din istoria statului Illinois.

## Mandatul de senator, din 2005

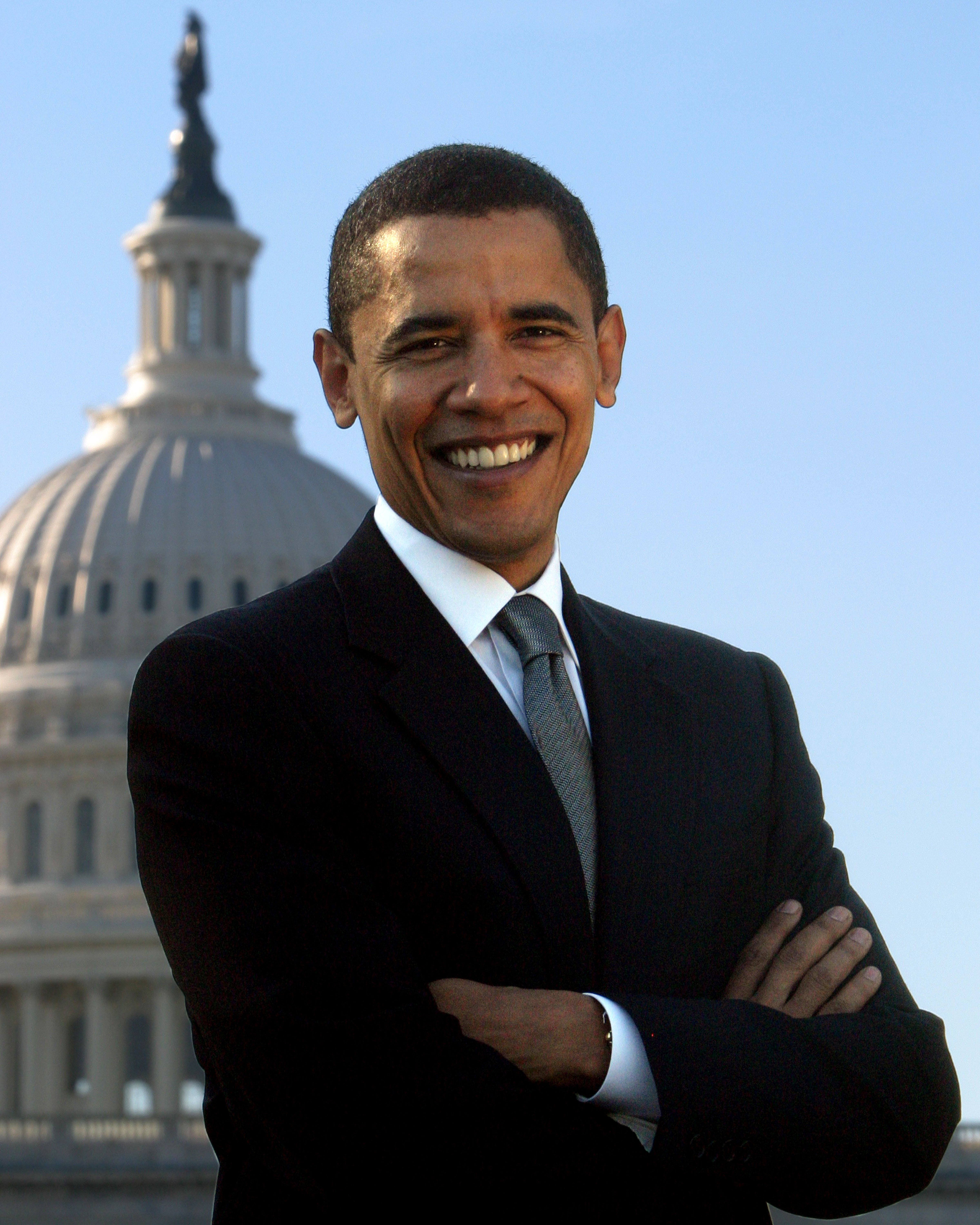
Portretul oficial al lui Obama ca senator al Statelor Unite

Obama a depus jurământul ca senator la 4 ianuarie 2005. Obama a fost al cincilea senator de origine afro-americană din istoria SUA, și al treilea ales prin vot popular. Este singurul senator membru al organizației Congressional Black Caucus. CQ Weekly, o publicație neutră, l-a caracterizat ca un „democrat loial” pe baza analizei voturilor din senat în perioada 2005–2007, iar National Journal l-a denumit „cel mai liberal” senator pe baza unei evaluări a voturilor selecționate în timpul anului 2007. În 2005 a fost al șaisprezecelea în acest clasament, iar în 2006 a fost al zecelea. În 2008, în clasamentul Congress.org al celor mai puternici senatori, s-a clasat al unsprezecelea. La 13 noiembrie 2008, Obama și-a anunțat demisia din Senat începând cu data de 16 noiembrie 2008, pentru a se concentra pe perioada de tranziție prezidențială. Aceasta i-a permis să evite conflictul între rolurile de președinte ales și senator în cadrul sesiunii de tranziție a Senatului, conflict care nu a afectat niciun membru al Congresului de după Warren Harding.

### Legi

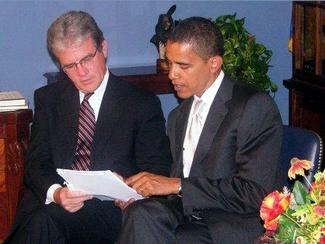
Tom Coburn (senator republican de Oklahoma) și Obama, inițiatorii proiectului legislativ denumit Legea Transparenței Coburn–Obama discutând proiectul.

Obama a votat pentru Legea Politicii Energetice din 2005 și a fost coinițiator al Legii pentru o Americă Sigură și pentru Imigrație Ordonată. În septembrie 2006, Obama a susținut o lege pe același subiect, denumită „Legea Gardului de Siguranță” (în engleză „The Secure Fence Act”). Obama a introdus două inițiative legislative care au ajuns să-i poarte numele: Lugar–Obama, o extindere a conceptului „Reducerea Cooperativă a Pericolului Nunn–Lugar” în domeniul armamentului convențional, și Legea Transparenței Contabile a Finanțelor Federale Coburn–Obama, care a autorizat înființarea motorului de căutare USAspending.gov, pentru accesul ușor la informațiile referitoare la modul cum sunt cheltuite fondurile federale. La 3 iunie 2008, senatorul Obama, împreună cu senatorii Thomas R. Carper, Tom Coburn, și John McCain, a introdus un proiect de lege pentru completarea acesteia: Legea de Întărire a Transparenței Contabile în Finanțele Federale din 2008.
Obama a inițiat un proiect de lege care ar fi obligat proprietarii de centrale nucleare să anunțe autoritățile locale și statale în caz de scurgeri radioactive, dar proiectul a fost respins în plenul Senatului după ce fusese anterior modificat mult în comisii. În decembrie 2006, președintele Bush a promulgat Legea pentru Promovarea Democrației, Securității și Păcii în Republica Democrată Congo, prima lege federală inițiată de Obama care a intrat în vigoare. În ianuarie 2007, Obama și senatorul Feingold au introdus o completare a Legii pentru Conducerea Cinstită și Guvernarea Deschisă, completare ce viza transportul cu avioanele corporațiilor, completare promulgată în septembrie 2007. Obama a depus proiectele legislative ale Legii pentru Prevenirea Practicilor Confuziei și Intimidării Alegătorilor (în engleză Deceptive Practices and Voter Intimidation Prevention Act), o propunere legislativă ce incrimina practicile de derutare a alegătorilor la alegerile federale și a Legii pentru Dezescaladarea Războiului din Irak (în engleză Iraq War De-Escalation Act) din 2007,, niciuna dintre cele două nefiind promulgată.

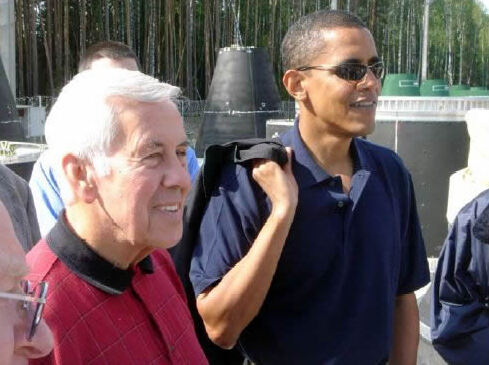
Obama și Richard Lugar vizitând o fabrică mobilă rusească pentru dezamorsarea rachetelor nucleare.

În 2007, Obama a susținut și un amendament al Legii pentru Autorizarea Apărării prin care se adăugau mecanisme de siguranță în cazul concedierilor personalului militar pe motiv de probleme de personalitate. Acest amendament a fost adoptat de plenul Senatului în primăvara lui 2008. A inițiat proiectul Legii pentru Activarea Sancțiunilor împotriva Iranului, susținând retragerea investițiilor bazate pe fondurile de pensii de stat în industria iraniană de extracție a petrolului și gazelor, proiect care nu a trecut de comisii, și a coinițiat propuneri de reducere a riscurilor de terorism nuclear. Obama a inițiat și un amendament al Senatului la Programul de Stat pentru Asigurări de Sănătate pentru Copii, permițând un an de protecție a locului de muncă pentru membrii familiilor care îngrijesc soldați cu răni din război.

### Comisii
Obama a făcut parte din comisiile Senatoriale pentru politică externă, mediu și lucrări publice, și problemele veteranilor de război până în decembrie 2006. În ianuarie 2007, a ieșit din comisia pentru mediu și lucrări publice, primind funcții suplimentare în comisia pentru sănătate, educație, muncă și pensii și în comisia pentru securitatea statului și afaceri guvernamentale. A devenit, de asemenea, președinte al subcomisiei senatoriale pentru afaceri europene. Ca membru al comisiei de politică externă, Obama a efectuat vizite oficiale în Europa de Est, Orientul Mijlociu, Asia Centrală și Africa. S-a întâlnit cu Mahmoud Abbas înainte ca acesta să devină președinte al Autorității Palestiniene, și a ținut un discurs la Universitatea din Nairobi în care a condamnat corupția din cadrul guvernului kenyan.

## Campanii prezidențiale

### Campania prezidențială din 2008

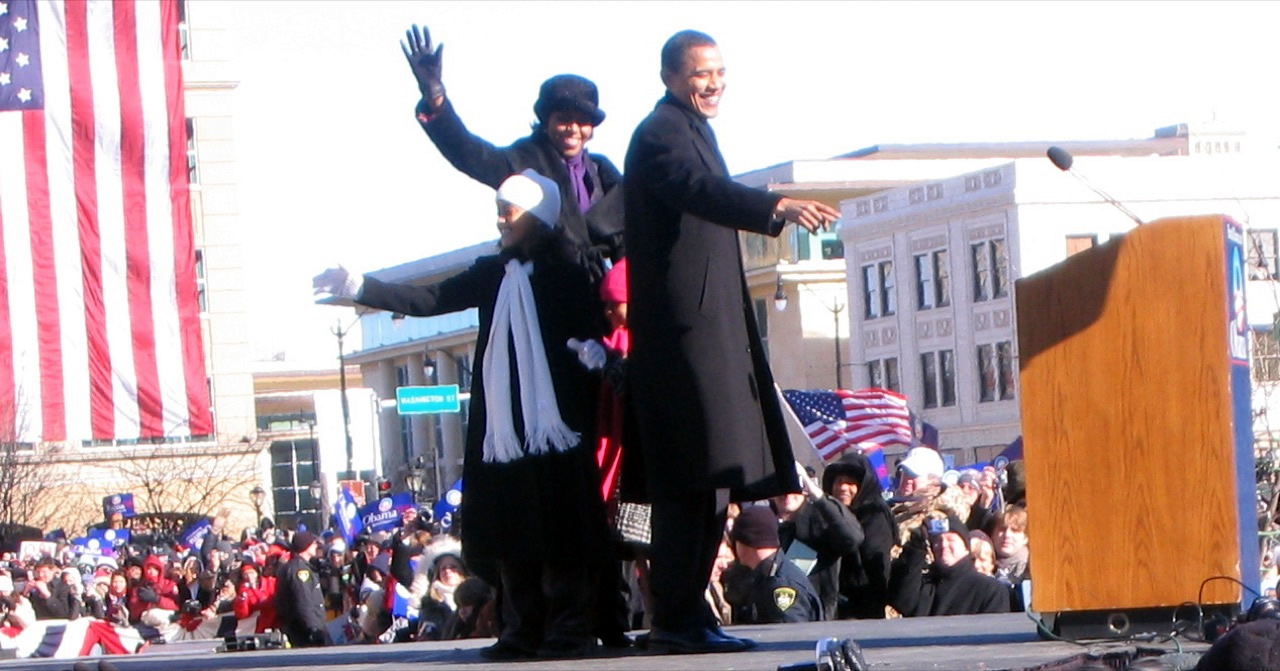
Obama pe scenă împreună cu soția și cele două fiice ale sale chiar înainte de anunțarea candidaturii la președinție în Springfield, Illinois.

La 10 februarie 2007, Obama și-a anunțat candidatura la funcția de Președinte al Statelor Unite în fața clădirii capitoliului din Springfield, Illinois. Alegerea locului a fost simbolică, deoarece acolo și-a ținut Abraham Lincoln celebrul discurs „House Divided” în 1858. De-a lungul campaniei, Obama a pus accent pe problema războiului din Irak, pe creșterea independenței energetice, și pe furnizarea de servicii medicale pentru toți, la un moment dat identificând acestea ca fiind principalele sale priorități.
Campania lui Obama a strâns 58 de milioane de dolari în prima jumătate a lui 2007, din care micile donații de mai puțin de 200 de dolari au reprezentat 16,4 milioane. Cu suma de 58 de milioane de dolari, a stabilit recordul de fonduri strânse pentru o campanie prezidențială în primele șase luni ale anului calendaristic dinainte de alegeri. Volumul porțiunii provenite din mici donații a fost uriașă atât în termeni relativi cât și absoluți. În ianuarie 2008, campania sa a stabilit un alt record de finanțare, cu 36,8 milioane de dolari, suma cea mai mare strânsă de un candidat la președinție într-o singură lună în alegerile primare democrate.
Printre candidații aprobați de Convenția Națională Democrată din ianuarie 2008, Obama a fost la egalitate cu Hillary Clinton la alegerile primare din New Hampshire și a câștigat mai mulți delegați decât Clinton în Iowa, Nevada și Carolina de Sud. În ziua denumită Super Tuesday, a câștigat cu 20 mai mulți delegați decât Clinton. A depășit din nou recordurile de fonduri pe primele două luni ale lui 2008, adunând peste 90 de milioane de dolari pentru alegerile primare, față de doar 45 de milioane cât a strâns Clinton. După Super Tuesday, Obama a câștigat restul de alegeri primare din februarie. Obama și Clinton și-au împărțit delegații și statele aproximativ egal în alegerile din 4 martie din Vermont, Texas, Ohio, și Rhode Island; Obama a încheiat luna câștigând în Wyoming și Mississippi.

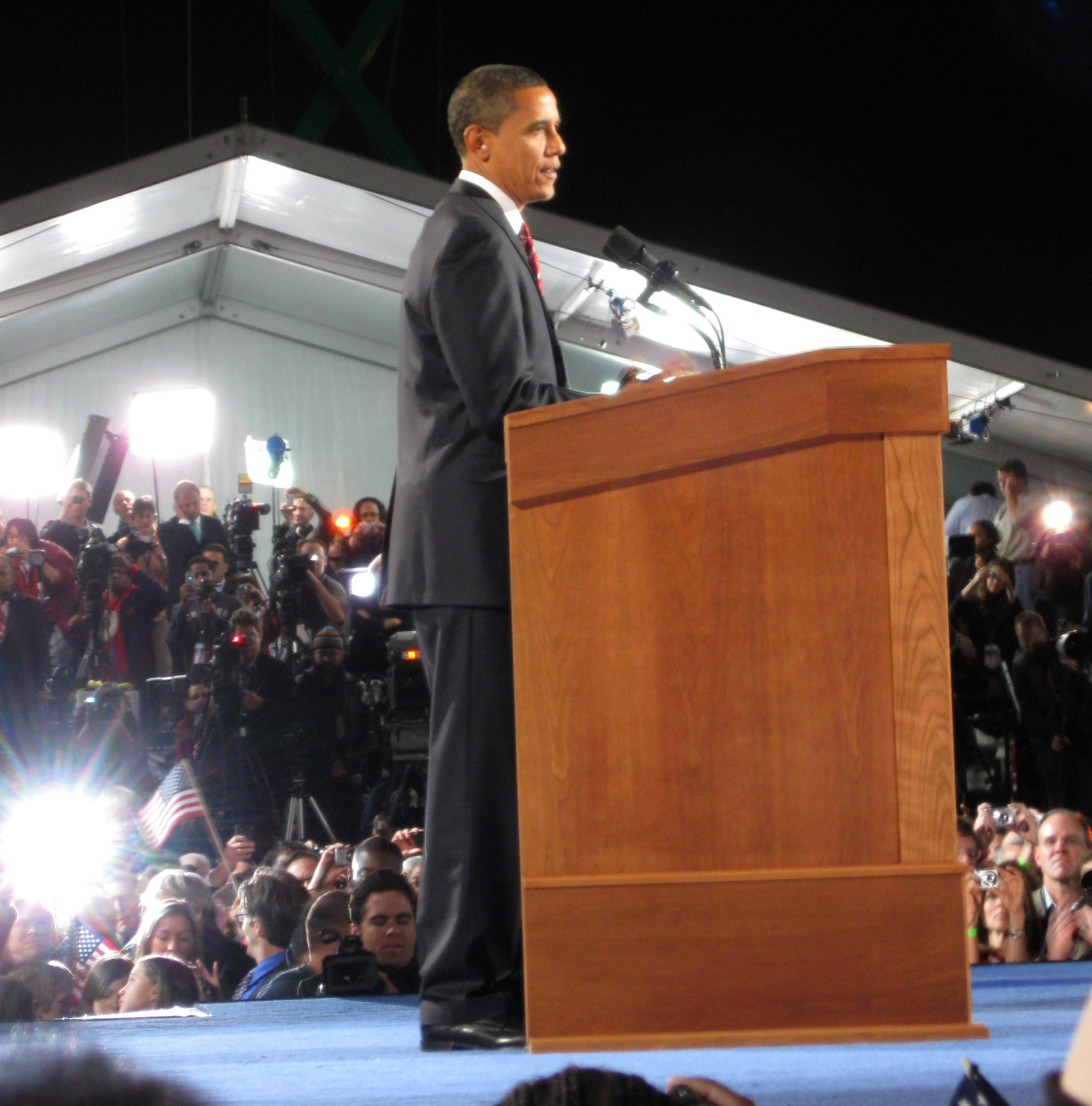
Obama ținând discursul de după victoria în alegerile din 2008 în Grant Park, Chicago.

În martie 2008, a pornit o controversă legată de Jeremiah Wright, pastorul din ultimii 20 de ani al lui Obama, după ce ABC News a difuzat imagini de la predicile acestuia, cu o puternică încărcătură rasială și politică. Inițial, Obama a răspuns apărând rolul lui Wright în cadrul comunității afro-americane din Chicago, dar i-a condamnat remarcile și a încheiat relațiile cu Wright din cadrul campaniei. În timpul controversei, Obama a ținut un discurs intitulat „O uniune mai perfectă” (în engleză „A More Perfect Union”), în care a tratat probleme rasiale. Obama a părăsit ulterior Trinity United Church of Christ „pentru a evita impresia că susține întreaga gamă de opinii exprimate în cadrul acelei biserici.”
În aprilie, mai și iunie, Obama a câștigat alegerile primare din Carolina de Nord, Oregon și Montana și a rămas în frunte la numărul de delegați, în timp ce Clinton a câștigat în Pennsylvania, Indiana, Virginia de Vest, Kentucky, Puerto Rico, și Dakota de Sud. În această perioadă, Obama a primit suportul mai multor superdelegați decât Clinton. La 31 mai, Comisia Națională Democrată a aprobat participarea tuturor delegaților din Michigan și Florida la convenția națională, fiecare cu o jumătate de vot, reducându-i avansul lui Obama și crescând numărul de delegați necesar pentru victorie. La 3 iunie, după numărarea tuturor statelor, Obama a trecut pragul necesar pentru a deveni candidat prezumtiv. În acea zi, a ținut un discurs de victorie la St. Paul, Minnesota. Clinton și-a suspendat campania și i-a acordat susținerea la 7 iunie. De atunci, Obama și-a dus lupta electorală împotriva senatorului John McCain, candidatul republican.
La 19 iunie, Obama a devenit primul candidat la președinție care a refuzat finanțarea publică în alegerile generale de la crearea sistemului în 1976, răzgândindu-se după ce inițial ar fi vrut să accepte.
La 23 august 2008, Obama l-a ales pe senatorul de Delaware Joe Biden drept candidat la funcția de vicepreședinte. La Convenția Națională Democrată din in Denver, Colorado, fosta rivală a lui Obama, Hillary Clinton, a ținut un discurs prin care a susținut candidatura lui Obama și a cerut apoi nominalizarea lui Obama la candidatură prin aclamații. Apoi, la 28 august, Obama a ținut un discurs în fața a 84.000 de susținători în Denver. În timpul discursului, vizionat de peste 38 de milioane de telespectatori din toată lumea, a acceptat nominalizarea partidului său și și-a prezentat programul politic.
La 2 noiembrie 2008, bunica lui Obama, Madelyn Dunham, a murit de cancer la vârsta de 86 de ani. Obama a aflat vestea la 3 noiembrie, cu o zi înainte de a fi ales în funcția de Președinte al SUA.

#### Victoria în alegeri

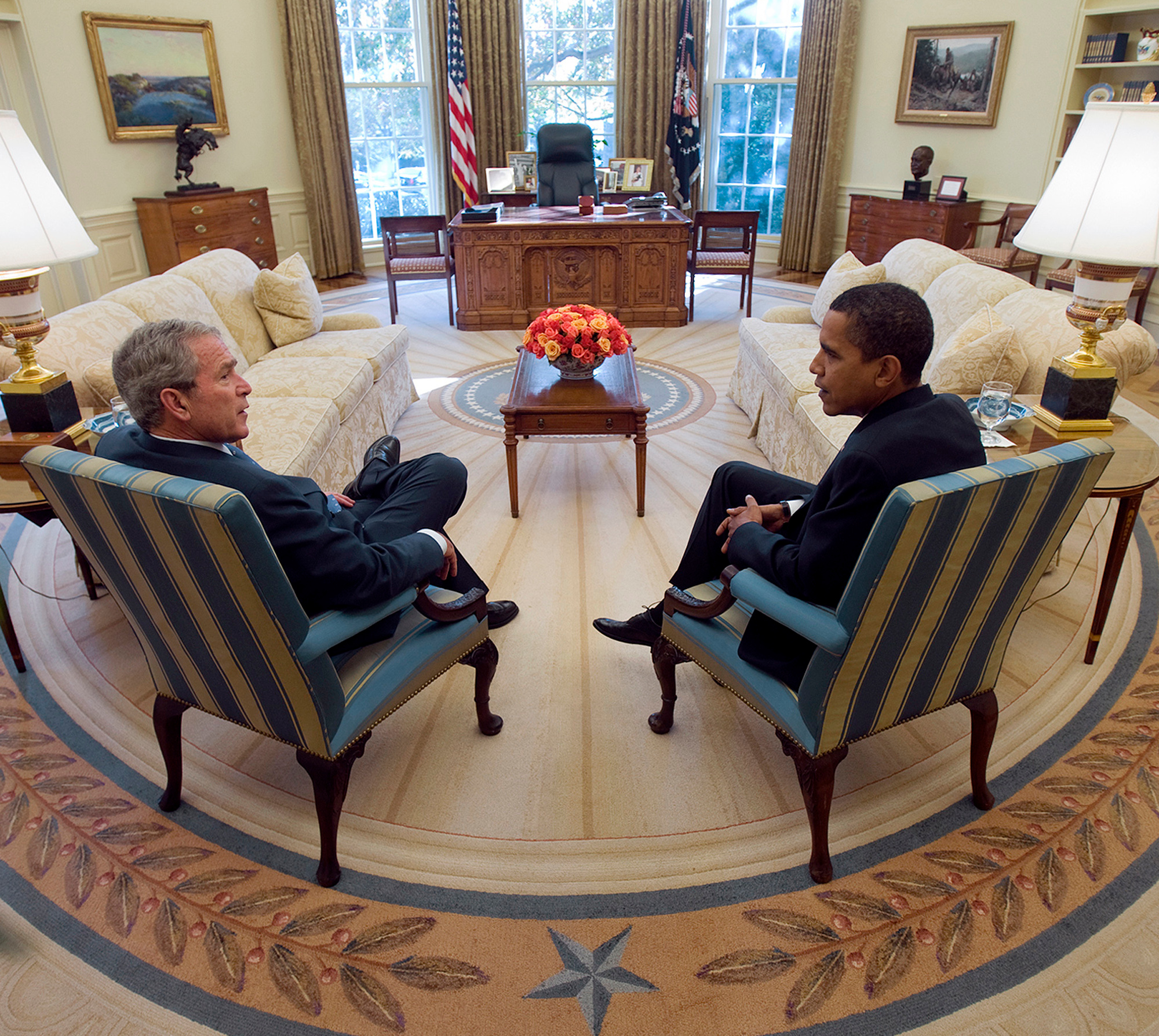
Președintele ales Obama se întâlnește cu președintele în exercițiu George W. Bush în Biroul oval, la 10 noiembrie 2008.

La 4 noiembrie 2008, Barack Obama l-a învins pe John McCain în alegerile generale, cu 365 electori față de 173 cât a obținut McCain și a devenit primul afro-american ales președinte al Statelor Unite. În discursul de după anunțarea rezultatelor, discurs ținut în fața a sute de mii de susținători adunați la Chicago, Obama a afirmat că „schimbarea a sosit în America”. Evocând discursul lui Martin Luther King „I've Been to the Mountaintop”, el a spus: „Drumul înainte va fi lung. Urcușul va fi greu. S-ar putea să nu ajungem la capăt într-un an, nici măcar într-un singur mandat. Dar, America, niciodată nu am fost mai plin de speranță că vom ajunge acolo.”

### Campania prezidențială din 2012

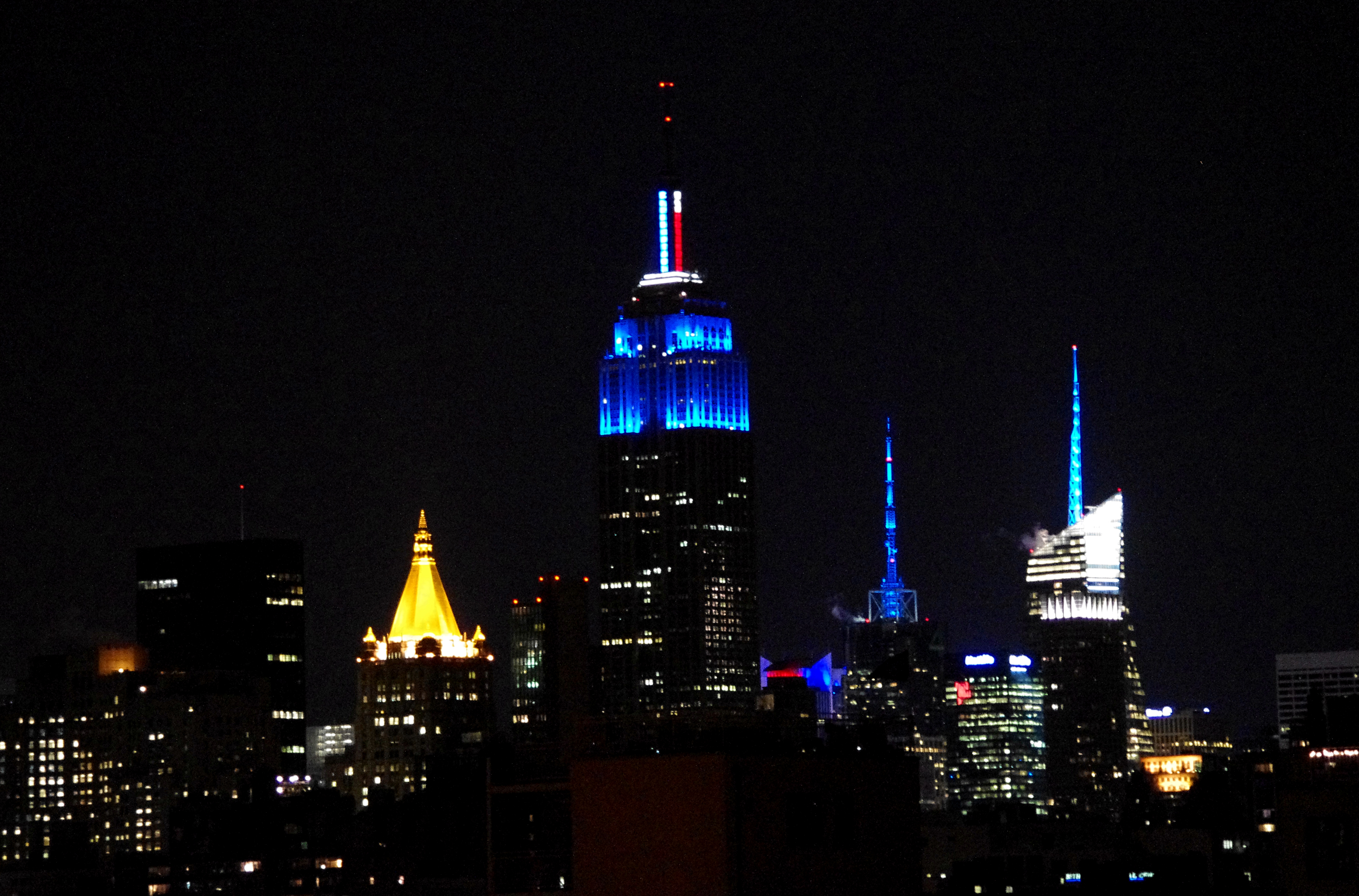
Empire State Building a fost iluminat în albastru atunci când CNN a anunțat câștigătorul de la alegerile prezidențiale din 2012; daca-r fi câștigat Romney ar fi fost iluminat în roșu.

La 4 aprilie 2011, Obama a anunțat campania sa pentru realegerea ca președinte în 2012 într-un videoclip cu denumirea „It Begins with Us” (în ro. Se începe cu noi) pe care l-a postat pe situl său și și-a depus actele electorale la Comisia Electorală Federală. Ca președinte în exercițiu a candidat practic fără opoziție în alegerile prezidențiale din Partidul Democrat, și pe 3 aprilie 2012, Obama a asigurat cei 2778 de delegați de la convenție necesari pentru a câștiga nominalizarea din cadrul partidului Democrat.
La Convenția Națională Democratică din Charlotte, North Carolina, fostul Președinte Bill Clinton i-a nominalizat oficial pe Obama și Joe Biden ca candidați ai Partidului Democrat pentru postul de președinte și vice-președinte la alegerile generale, în care adversarii lor principale au fost Republicanii Mitt Romney, fostul guvernator al statului Massachusetts, și Reprezentativul Paul Ryan din Wisconsin.
Pe 6 noiembrie 2012, Obama a câștigat 332 de delegați la colegiul electoral, depășind cele 270 de delegați necesare pentru a fi ales pentru un al doilea mandat ca președinte. Obama a devenit primul președinte Democrat după Franklin D. Roosevelt care a câștigat de două ori majoritatea votului popular. Președintele Obama s-a adresat susținătorilor și voluntarilor de la Chicago's McCormick Place după realegerea sa și a zis: „Astă seară ați votat pentru acțiune, nu pentru politica obișnuită. Ne-ați ales să ne concentrăm pe locurile voastre de muncă, nu pe ale noastre. Și în următoarele săptămâni și luni, voi întinde mâna pentru a colabora cu liderii ambelor partide.”

## Președinția

### Primele zile

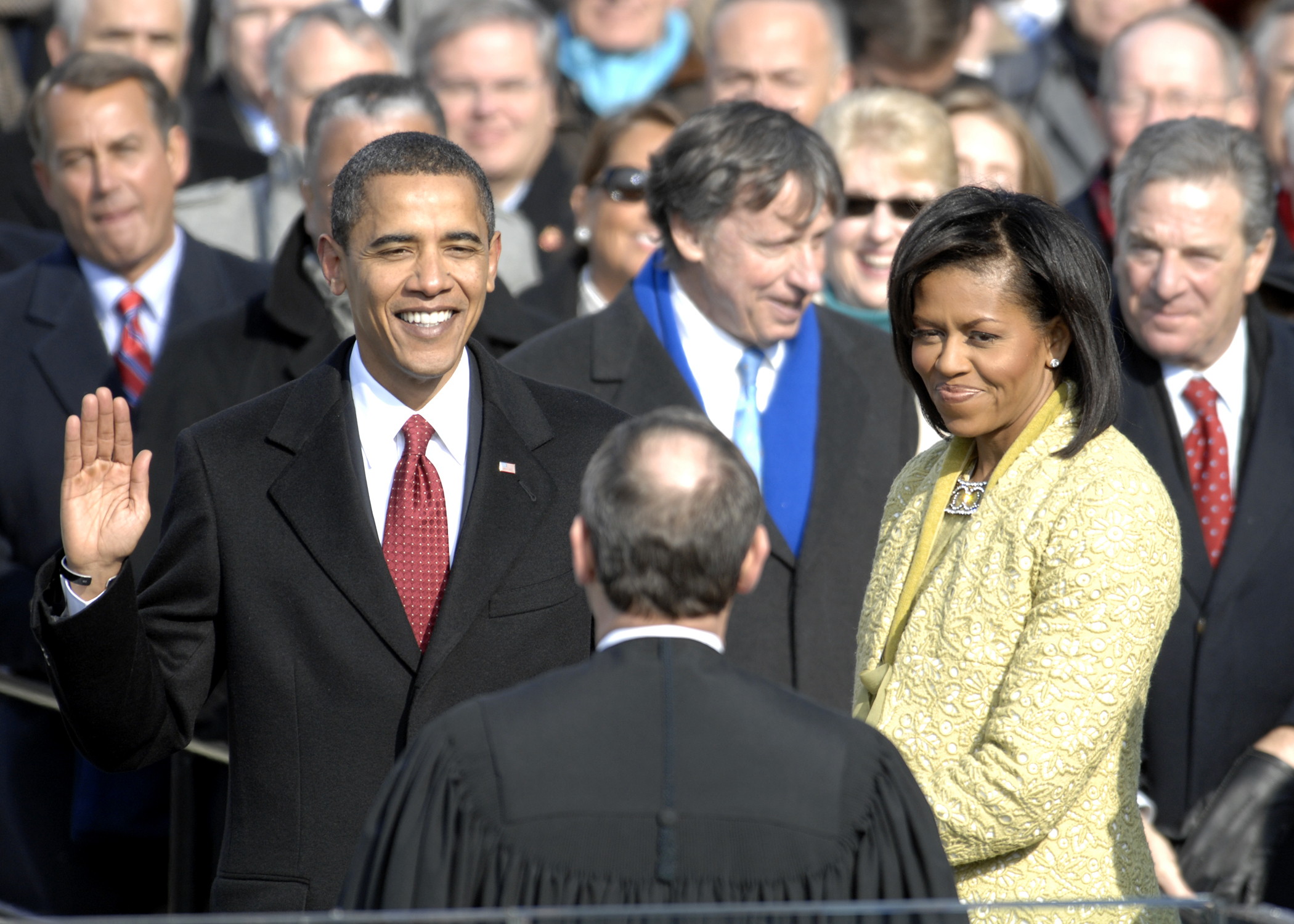
Președintele Barack Obama la depunerea jurământului, 20 ianuarie 2009

La 8 ianuarie 2009, camerele Congresului SUA, reunite în ședință comună, au certificat voturile colegiului electoral din urma alegerilor din anul precedent. Pe baza rezultatelor votului electoral, Barack Obama a fost declarat Președinte ales al Statelor Unite, iar Joseph Biden a fost declarat vicepreședinte ales. Obama a depus jurământul ca al 44-lea Președinte al Statelor Unite la ora prânzului după ora coastei estice a SUA (17:00 UTC) la 20 ianuarie 2009 într-o ceremonie inaugurală la Capitoliu. Tema ceremoniei de inaugurare a fost „O nouă naștere a libertății” și a comemorat 200 de ani de la nașterea lui Abraham Lincoln.

### Politica internă
Prima lege promulgată de Obama a fost Legea Salarizării Corecte Lilly Ledbetter din 2009⁠(en)[traduceți], prin care se relaxa termenul de prescripție al proceselor pe tema salarizării egale. Cinci zile mai târziu, el a promulgat și legea de reautorizare a Programului de Stat pentru Asigurarea Sanitară a Copiilor (SCHIP) ce permitea asigurarea sanitară a 4 milioane de copii neasigurați. În martie 2009, Obama a anulat o politică a administrației Bush care limita finanțarea programelor de cercetări cu celule stem embrionice și s-a angajat să dezvolte „îndrumări stricte” în domeniu.

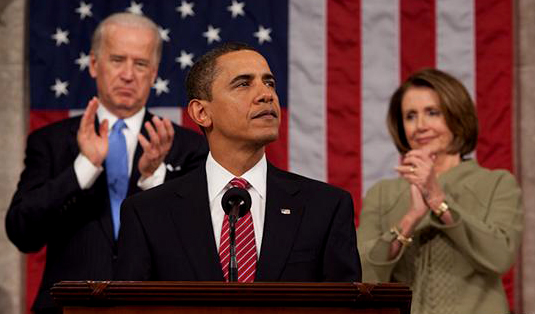
Obama ținând discursul în fața camerelor reunite ale Congresului cu vicepreședintele Joe Biden și en Nancy Pelosi la 24 februarie 2009

Obama a numit două femei ca judecători la Curtea Supremă în primii doi ani de președinție. Sonia Sotomayor, nominalizată de Obama la 26 mai 2009, în locul judecătorului  David Souter, care s-a pensionat, a fost confirmată la 6 august 2009, și a devenit prima judecătoare de origine hispanică la Curtea Supremă. Elena Kagan, nominalizată de Obama la 10 mai 2010, în locul lui John Paul Stevens, a fost confirmată la 5 august 2010, ceea ce a adus numărul de femei din Curtea Supremă la trei, pentru prima oară în istoria Statelor Unite.
La 30 septembrie 2009, administrația Obama a propus noi reglementări în domeniul centralelor electrice, fabricilor și rafinăriilor de petrol, cu scopul de a limita emisiile de gaze de seră și de a combate încălzirea globală.
La 8 octombrie 2009, Obama a promulgat Legea pentru Prevenirea Infracțiunilor Motivate de Ură Matthew Shepard și James Byrd, Jr., o măsură ce extindea o lege existentă din 1969 pentru a include și infracțiuni motivate de sexul, orientarea sexuală, identitatea sexuală sau dizabilitatea reale sau percepute ale victimei.
La 30 martie 2010, Obama a promulgat Legea de Reconciliere a Sănătății și Educației⁠(en)[traduceți], o lege de reconciliere⁠(en)[traduceți] care a pus capăt procesului prin care guvernul federal acorda subvenții unor bănci private pentru a acorda credite garantate de stat, creștea bursele de tip Pell Grant⁠(en)[traduceți], și efectua modificări în Legea pentru Protecția Pacientului și pentru Îngrijire Medicală Ieftină.
Într-un important discurs pe tema politicii spațiale ținut în aprilie 2010, Obama a anunțat o modificare a direcției de urmat de către NASA, agenția spațială americană. El a pus capăt planurilor de a reveni cu zboruri umane pe Lună și de a dezvolta racheta Ares V și Programul Constellation⁠(en)[traduceți], în favoarea finanțării proiectelor de știința Pământului, un nou tip de rachetă și cercetare și dezvoltare pentru o eventuală misiune umană pe Marte, precum și pe continuarea misiunilor de pe Stația Spațială Internațională.

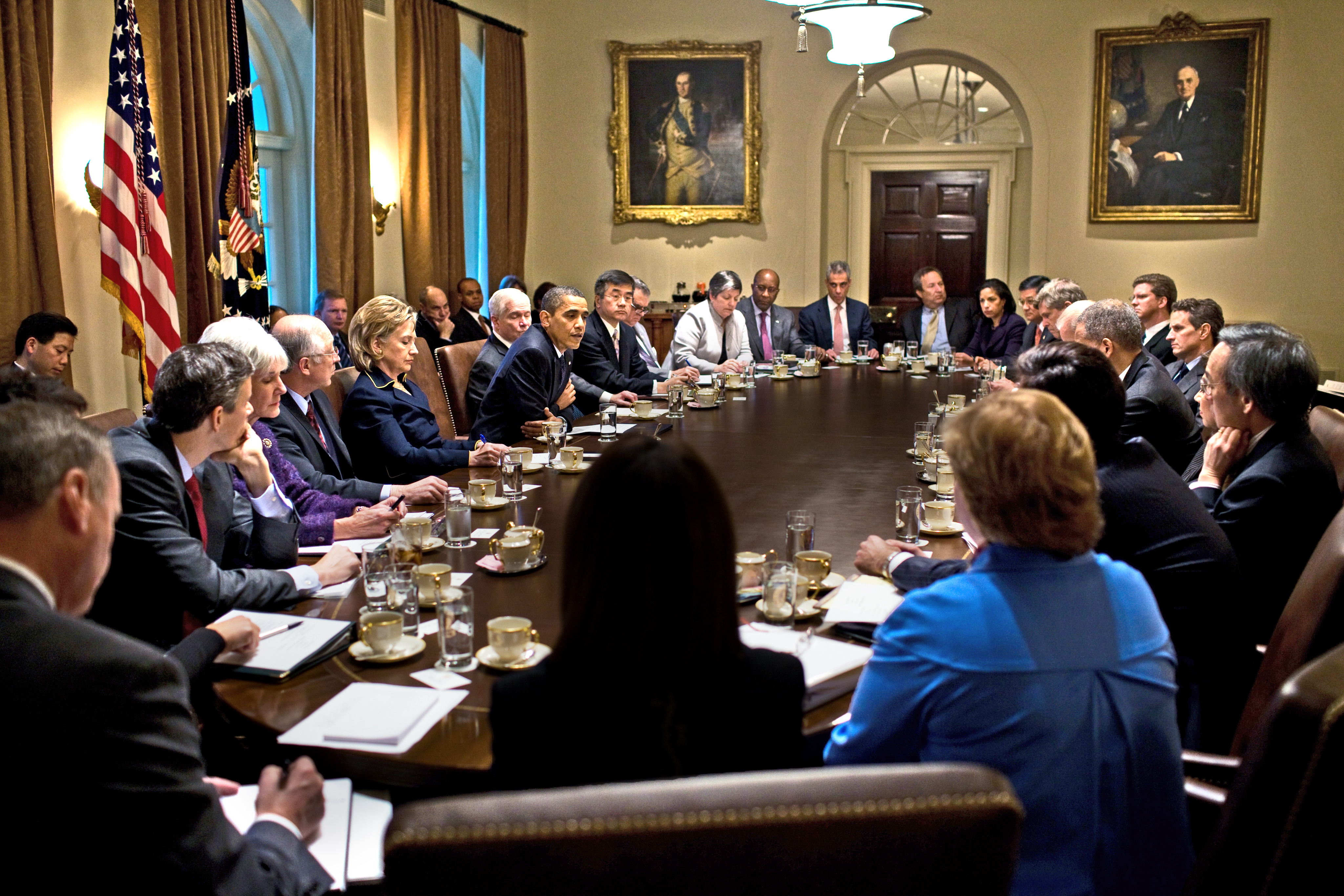
Obama se întâlnește cu Cabinetul, 23 noiembrie 2009

La 22 decembrie 2010, Obama a promulgat actul de abrogare a Legii Don't Ask, Don't Tell, îndeplinind o promisiune importantă din campania prezidențială din 2008 de a pune capăt politicii Don't ask, don't tell⁠(en)[traduceți] din 1993 care împiedica pe homosexuali și pe lesbiene să servească în Forțele Armate.
Discursul privind starea uniunii al președintelui Obama din 2011 s-a concentrat pe teme de educație și inovație, punând accent pe importanța economiei inovative pentru creșterea competitivității Statelor Unite în lume. El a vorbit despre o înghețare pe cinci ani a cheltuielilor interne, despre eliminarea scutirilor de taxe pentru companiile petroliere și despre eliminarea reducerilor de taxe pentru cei mai înstăriți americani, despre interzicerea la nivel de Congres a earmarkurilor și despre reducerea costurilor cu asigurarea sanitară. El a promis că Statele Unite vor avea un milion de vehicule electrice pe șosele până în 2015 și că se vor baza în proporție de 80% pe electricitatea „curată”.
În calitate de candidat pentru senatul statului Illinois, Obama afirmase în 1996 că susține legalizarea căsătoria între persoane de același sex⁠(en)[traduceți]; dar când a candidat pentru senatul federal în 2004, el a afirmat că, deși susține parteneriatele civile și domestice pentru persoane de același sex, din motive strategice se opune căsătoriilor între persoane de același sex. La 9 mai 2012, la scurt timp după lansarea oficială a campaniei sale pentru realegerea în funcția de președinte, Obama a afirmat că ideile lui evoluaseră, și a afirmat în public susținerea personală pentru legalizarea căsătoriilor între persoane de același sex, devenind primul președinte american care face o astfel de afirmație.
În timpul celui de al doilea discurs inaugural, ținut la 21 ianuarie 2013, Obama a cerut deplină egalitate în drepturi pentru americanii homosexuali: „călătoria noastră nu se va fi terminat până când frații și surorile noastre homosexuale nu vor fi tratate în fața legii la fel ca orice altă persoană — căci dacă suntem cu adevărat făcuți egali, atunci sigur că dragostea pe care ne-o purtăm unul altuia trebuie să fie tot egală.” A fost un moment istoric, prima dată când un președinte a menționat drepturile homosexualilor sau măcar cuvântul „homosexual” într-un discurs inaugural. În 2013, administrația Obama a cerut prin acte oficiale Curții Supreme să decidă în favoarea cuplurilor de același sex în cazurile Hollingsworth v. Perry⁠(en)[traduceți] (pe tema căsătoriilor între persoane de același sex) și Statele Unite v. Windsor⁠(en)[traduceți] (pe tema Legii Apărării Căsătoriei).

#### Grupurile de consiliere și supervizare ale Casei Albe
La 11 martie 2009, Obama a înființat Consiliul Casei Albe pentru Femei și Fete⁠(en)[traduceți], care formează  parte din Oficiul pentru Afaceri Interguvernamentale, înființat prin Ordonanța Executivă nr. 13506 cu un larg mandat de a-l consilia pe teme legate de situația femeilor și fetelor în americane. Consiliul este prezidat de consiliera Valerie Jarrett⁠(en)[traduceți]. Obama a înființat și Grupul de Lucru pentru Protejarea Studenților de Agresiuni Sexuale⁠(en)[traduceți] printr-un memorandum oficial al guvernului Statelor Unite de la 22 ianuarie 2014 cu un mandat pentru a-l consilia pe teme legate de agresiuni sexuale ce au loc în campusurile colegiale și universitare din Statele Unite. Copreședinții acestui grup de lucru sunt vicepreședintele Joe Biden și Jarrett. Grupul de Lucru s-a dezvoltat din Consiliul Casei Albe pentru Femei și Fete și din instituția vicepreședintelui Statelor Unite, pe baza Legii pentru Combaterea Violenței împotriva Femeilor din 1994, al cărui proiect a fost inițial redactat de Biden.

#### Politica economică
La 17 februarie 2009, Obama a promulgat Legea Revenirii și Reinvestițiilor Americane din 2009, un pachet de stimulare economică în valoare de 787 miliarde de dolari al cărui scop era să ajute economia să-și revină după profunda recesiune mondială. Legea cuprinde creșterea cheltuielilor federale pentru asigurare sanitară, infrastructură, educație, diferite scutiri de taxe și stimulente fiscale, precum și asistență directă pentru indivizi, distribuite de-a lungul mai multor ani.
În martie, secretarul pentru trezorerie al lui Obama, Timothy Geithner⁠(en)[traduceți], a luat și alte măsuri pentru a gestiona criza financiară⁠(en)[traduceți], inclusiv introducerea Programului Public-Privat de Investiții pentru activele toxice, ce implica achiziționarea de proprietăți imobiliare cu valoare depreciată în valoare totală de până la două mii de miliarde de dolari.
Obama a intervenit în industria automobilistică⁠(en)[traduceți] în martie 2009, reînnoind creditele pentru General Motors și Chrysler în vederea continuării funcționării lor concomitent cu reorganizarea. În lunile următoare, Casa Albă a stabilit termeni pentru falimentul ambelor firme, între care vânzarea lui Chrysler către producătorul italian de automobile Fiat și o reorganizare a GM prin care guvernul american prelua temporar un pachet de 60% din acțiunile companiei, iar cel canadian 12%. În iunie 2009, nemulțumit de ritmul stimulentelor economice, Obama a cerut cabinetului să accelereze investiția. El a promulgat Sistemul de Prime pentru Casarea Autovehiculelor (în engleză Car Allowance Rebate System), denumit popular „Cash for Clunkers” („Bani pentru Rable”), care a accelerat temporar economia.

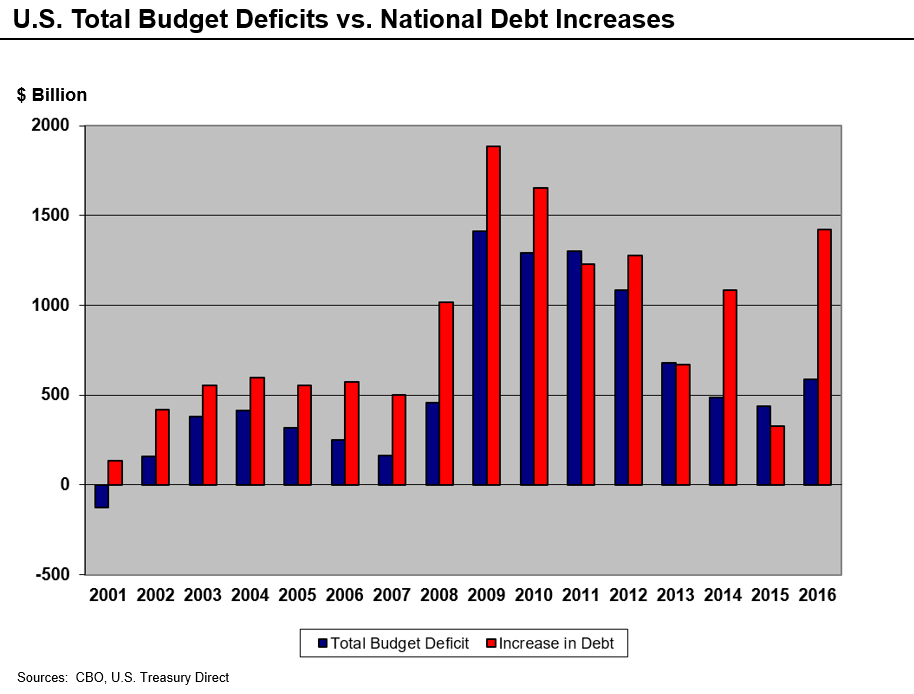
Deficitul bugetar și datoria publică în perioada 2001-2013

Cheltuielile și garanțiile de stat pentru credite efectuate de Rezerva Federală și de Departamentul Trezoreriei autorizate de administrațiile Bush și Obama au totalizat circa 11 .500 miliarde de dolari, dar numai 3.000 miliarde fuseseră cheltuite la sfârșitul lui noiembrie 2009. Obama și Oficiul pentru Buget al Congresului au prevăzut pentru 2010 un deficit bugetar de 1.500 mii de miliarde de dolari sau 10,6% din Produsul Intern Brut (PIB) față de deficitul pe 2009 de 1.400 mii de miliarde de dolari sau 9,9% din PIB. Pentru 2011, administrația a prevăzut o mică scădere a deficitului la 1.340 mii de miliarde de dolari, în timp ce deficitul pe 10 ani urma să crească la 8.530 mii de miliarde sau 90% din PIB. Cea mai recentă creștere a plafonului de îndatorare federală a fost la 17,2 mii de miliarde și a avut loc în februarie 2014. La 2 august 2011, după o îndelungată dezbatere în Congres pe tema creșterii limitei de îndatorare națională, Obama a promulgat Legea bipartizană din 2011 de Control asupra Bugetului. Legislația aplica limite pentru cheltuielile discreționare până în 2021, stabilea o procedură de creștere a limitei de îndatorare, înființa o Comisie a Camerelor Reunite ale Congresului pentru Reducerea Deficitului în vederea propunerii de idei de reducere a deficitului, cu scopul de a face economii de minim 1.500 mii de miliarde de dolari pe 10 ani, și stabilea o procedură automată de reducere a cheltuielilor cu până la 1.200 mii de miliarde de dolari dacă legile propuse de noua comisie nu reușesc să realizeze aceste economii. Adoptând această lege, Congresul a reușit să prevină o încetare de plăți a guvernului.

Statisticile pieței forței de muncă (schimbări în rata șomajului și locurile de muncă disponibile lunar) în timpul președinției lui Obama

Ca și de-a lungul anului 2008, rata șomajului a crescut în 2009, ajungând în octombrie la un maxim de 10% și o medie de 10% în al patrulea trimestru. După o scădere la 9,7% în primul trimestru din 2010, rata șomajului a scăzut la 9,6% în al patrulea trimestru, unde a rămas tot restul anului. Între februarie și decembrie 2010, șomajul a crescut cu 0,8%, mai puțin decât media de 1,9% din timpul perioadelor similare din perioadele anterioare de revenire a șomajului. Până în noiembrie 2012, rata șomajului a scăzut la 7,7%, scăzând apoi la 6,7% în decembrie 2013. În 2014, rata șomajului a continuat să scadă, până la 6,3% în primul trimestru. Creșterea PIB a revenit în al treilea trimestru din 2009, cu o rată de 1,6%, urmată de o creștere la 5% în al patrulea trimestru. Creșterea a crescut și în 2010, cu 3,7% în primul trimestru, și cu creșteri mai mici în restul anului. În iulie 2010, Rezerva Federală a consemnat continuarea creșterii activității economice, dar într-un ritm scăzut, iar președintele Ben Bernanke a afirmat că perspectivele economice sunt „neobișnuit de incerte”. În ansamblul ei, economia a crescut într-un ritm de 2,9% în 2010.
Oficiul pentru Buget al Congresului (CBO), ca și numeroși economiști, pun creșterea economică pe seama pachetului de stimulente al lui Obama. CBO a publicat un raport prin care afirma că legea stimulentelor a crescut numărul angajaților cu 1–2.1 milioane, recunoscând că „este imposibil de determinat câte dintre locurile de muncă raportate ar fi existat și în absența pachetului de stimulente.” Deși un sondaj efectuat în aprilie 2010 de membrii National Association for Business Economics⁠(en)[traduceți] a arătat o creștere în ritmul de apariție a locurilor de muncă (față de un sondaj similar efectuat în ianuarie) pentru prima dată după doi ani, 73% din cei 68 de respondenți crezând că pachetul de stimulente nu a avut niciun impact asupra pieței forței de muncă.
Cu mai puțin de o lună înainte de alegerile legislative parțiale din 2010, Obama a anunțat un compromis cu majoritatea republicană din Congres care includea o extensie temporară pe doi ani a reducerilor impozitului pe venit efectuate în 2001 și în 2003, o reducere pe un an a impozitului pe salariu, continuarea ajutorului de șomaj, și o nouă rată și o nouă sumă totală scutită de taxele pe proprietăți. Compromisul a înlăturat opoziția unor politicieni din ambele partide și Legea pentru Reduceri de Taxe, Reautorizarea Ajutorului de Șomaj și Înființare de Locuri de Muncă, în valoare de 868 miliarde de dolari, a fost adoptată cu majorități bipartizane în ambele camere înainte ca Obama să o promulge la 17 decembrie 2010.
În decembrie 2013, Obama a declarat că creșterea inegalităților de venituri este o „provocare definitorie a vremurilor noastre” și a cerut Congresului să sprijine plasele de siguranță financiară și să crească salariile. Aceasta a venit în urma unor greve naționale ale muncitorilor în fast-food și în urma criticilor Papei Francisc pe tema inegalităților și pe tema ideilor economice trickle-down economics⁠(en)[traduceți].

#### Politica privind mediul înconjurător

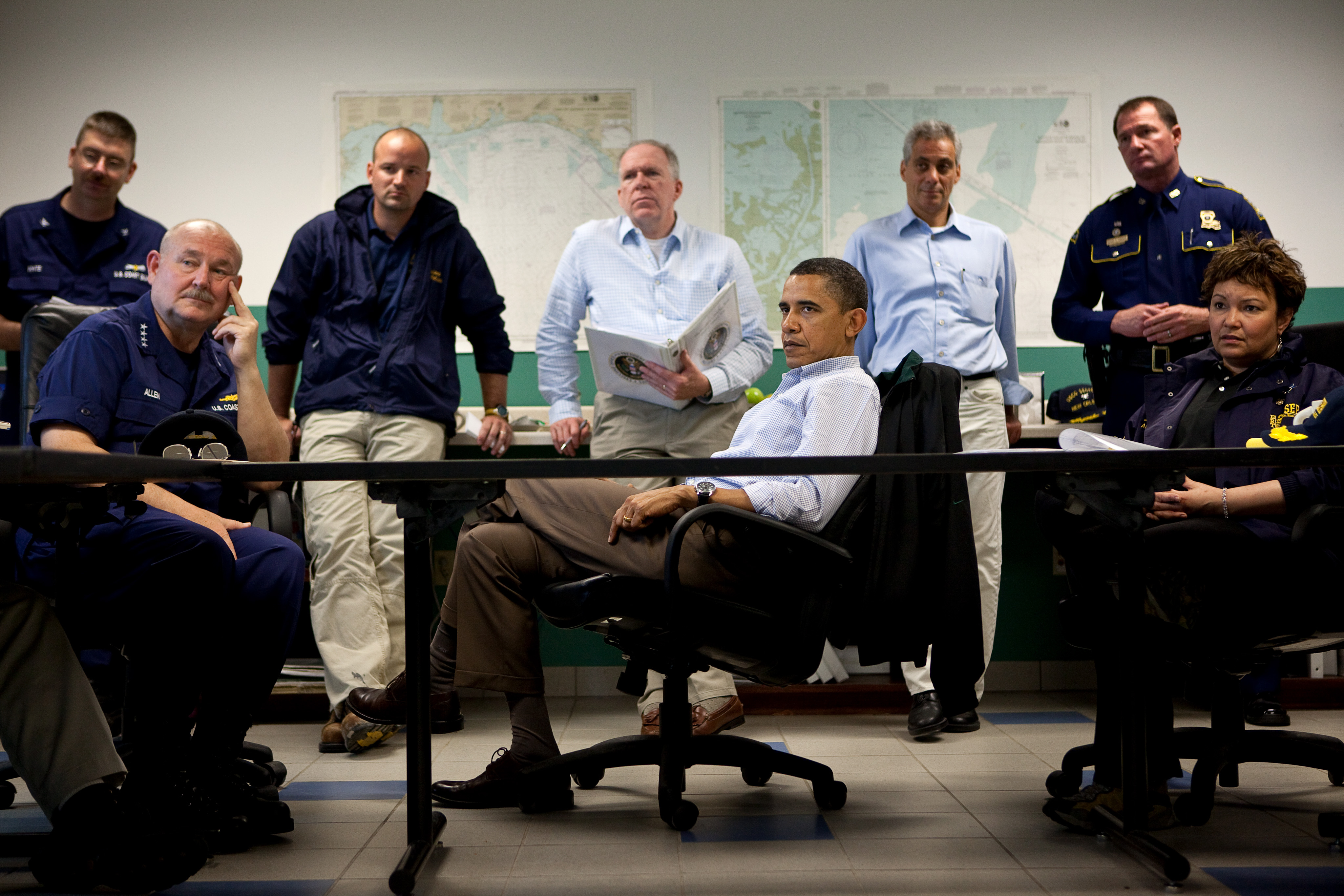
Obama la un briefing din 2010 pe tema accidentului ecologic Deepwater Horizon la postul Venice al Pazei de Coastă din en

La 20 aprilie 2010, o explozie a distrus platforma petrolieră de la Macondo Prospect⁠(en)[traduceți] din Golful Mexic, producând o scurgere susținută de petrol. Operatorul sondei, BP, a inițiat un plan de izolare și curățire, și a început să sape două puțuri secundare pentru a opri scurgerea. Obama a vizitat Golful la 2 mai, zona fiind vizitată și de alți membri ai cabinetului, după care a revenit la 28 mai și la 4 iunie. În ziua de 22 mai, a anunțat o anchetă federală și a format o comisie bipartizană care să recomande noi standarde de siguranță, după o analiză a secretarului de interne Ken Salazar⁠(en)[traduceți] și după audieri efectuate de Congres. La 27 mai, el a anunțat un moratoriu de șase luni asupra emiterii autorizațiilor și concesiunilor de foraj marin, în așteptarea noilor reglementări. După ce mai multe eforturi ale companiei BP au dat greș, în media și în public s-au exprimat sentimente de derută, dar și critici privind diverse aspecte ale incidentului, și au apărut cereri ca Obama și guvernul federal să se implice mai mult.
În iulie 2013, Obama și-a exprimat rezerve și a declarat că va „respinge proiectul conductei Keystone XL⁠(en)[traduceți] dacă ea va crește emisiile de dioxid de carbon” sau „emisiile de gaze de seră”. Consilierii l-au sfătuit pe Obama să oprească explorările petroliere în Oceanul Arctic⁠(en)[traduceți] în ianuarie 2013.

#### Reforma sistemului sanitar

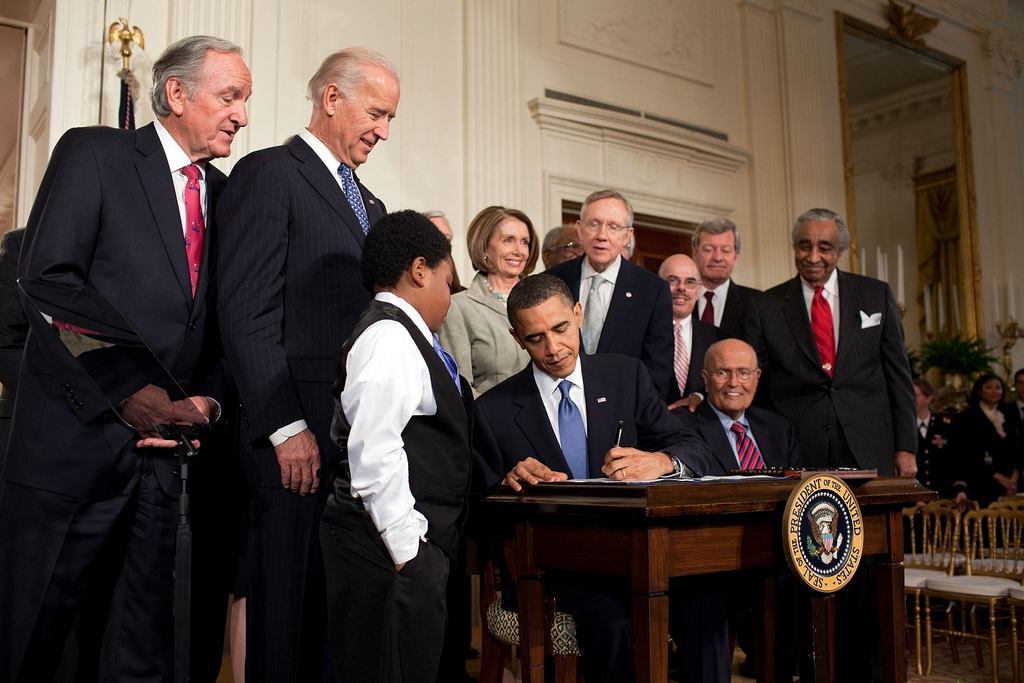
Obama semnează Legea pentru Protecția Pacienților și pentru Îngrijire Medicală Ieftină la Casa Albă, 23 martie 2010

Obama a cerut Congresului să adopte legi de reformare a sistemului sanitar american⁠(en)[traduceți], o promisiune esențială din campania electorală și un obiectiv legislativ de mare prioritate. El a propus extinderea acoperirii asigurărilor sanitare pentru a-i acoperi pe cei neasigurați, de a plafona nivelul contribuțiilor, și de a permite cetățenilor să-și păstreze acoperirea când renunță la locul de muncă sau și-l schimbă. Propunerea sa era de a investi 900 miliarde de dolari în 10 ani și de a include un plan guvernamental de asigurare, denumit și „opțiunea asigurării publice”, de a concura cu sectorul asigurărilor private ca principală componentă pentru reducerea costurilor și ameliorarea calității îngrijirii medicale. Prin această propunere, ar fi devenit ilegal ca asiguratorii să refuze persoanele bolnave sau să le refuze plata serviciilor medicale pentru afecțiuni preexistente, și urma să devină obligatoriu pentru fiecare american să aibă o asigurare sanitară. Planul includea și reduceri ale cheltuielilor medicale și impozitarea companiilor de asigurare care oferă asigurări costisitoare.
La 14 iulie 2009, liderii democrați din Cameră au introdus o propunere legislativă de 1.017 pagini de reformare a sistemului sanitar american, plan pe care Obama îl dorea adoptat de Congres până la sfârșitul lui 2009. După multe dezbateri publice din timpul vacanței parlamentare de vară din 2009, Obama a ținut o cuvântare în fața camerelor reunite ale Congresului la 9 septembrie, în care a abordat problemele semnalate de public în ce privește propunerile. În martie 2009, Obama a ridicat interdicția de utilizare a fondurilor federale în domeniul cercetării cu celule stem.

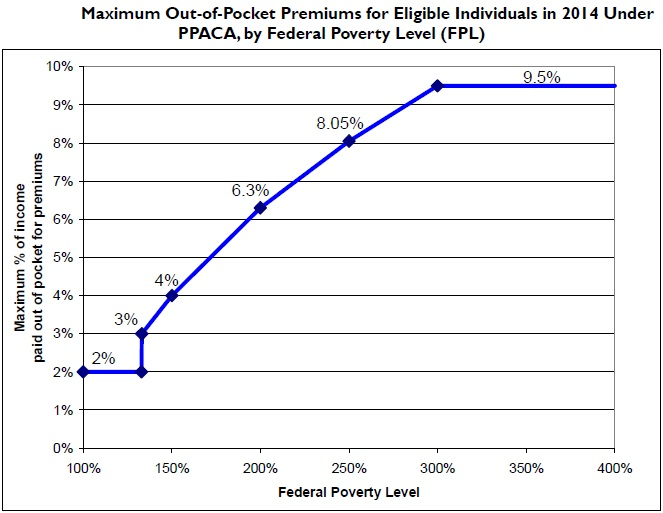
Costurile maxime cu asigurarea sanitară ca procentaj din veniturile familiale și pragul federal al sărăciei, conform Legii pentru Protecția Pacientului și pentru Îngrijire Medicală Ieftină, începând cu 2014 (Sursa: Congressional Research Service)

La 7 noiembrie 2009, Camera a adoptat o propunere legislativă privind sistemul sanitar în care se prevedea opțiunea publică. La 24 decembrie 2009, Senatul a adoptat și el o propunere în același domeniu—dar fără opțiunea publică—votul fiind de 60–39, pe linie de partid. La 21 martie 2010, Legea pentru Protecția Pacientului și pentru Îngrijire Medicală Ieftină⁠(en)[traduceți] (ACA) a adoptată de Senat în decembrie a fost adoptată și de Cameră cu 219 voturi pentru și 212 împotrivă. Obama a promulgat legea la 23 martie 2010.
ACA cuprinde stipulări legate de sănătate care urmau să intre în vigoare de-a lungul a patru ani, inclusiv extinderea eligibilității pentru Medicaid⁠(en)[traduceți] la persoane aflate și cu 33% dincolo de pragul federal al sărăciei începând cu 2014, subvenționarea asigurării medicale pentru persoane al căror venit este cel mult de patru ori mai mare decât pragul federal al sărăciei (88.000 de dolari pentru o familie de patru persoane pe tot anul 2010) astfel încât plata maximă pe care trebuie să o efectueze ei anual pentru asigurare să se încadreze între 2 și 9,5% din venit; stimulente pentru firme pentru a oferi angajaților beneficii sub forma asigurărilor medicale, interzicerea refuzului de a plăti costurile îngrijirii pe baza afecțiunilor preexistente; stabilirea schimburilor de asigurări medicale; interdicția plafonului anual de despăgubire; și susținere pentru cercetarea medicală. Conform cifrelor furnizate de Oficiul pentru Buget al Casei Albe și Congresului, ponderea maximă în cadrul venitului celor înscriși variază în funcție de venitul lor relativ la pragul federal al sărăciei.
Costurile acestor modificări sunt acoperite prin impozite, taxe și măsuri de reducere a costurilor, cum ar fi noile impozite Medicare pentru persoane cu venituri mari, taxarea saloanelor de bronzat, reducerea programului Medicare Advantage⁠(en)[traduceți] în favoarea tradiționalului Medicare, și taxarea companiilor farmaceutice și producătoare de dispozitive medicale; există de asemenea și o penalizare inclusă în taxe pentru cei care nu obțin asigurările de sănătate, cu excepția cazului în care sunt scutiți din cauza veniturilor mici sau din alte motive. În martie 2010, Oficiul pentru Buget al Congresului a estimat că efectul net al ambelor legi va fi o reducere a deficitului federal cu 143 miliarde de dolari pe primul deceniu.
Adoptarea acestei propuneri legislative a întâmpinat mai multe piedici legale, în principal pe baza argumentului că un mandat individual prin care americanii sunt obligați să cumpere asigurare medicală ar fi neconstituțional. La 28 iunie 2012, Curtea Supremă a decis cu 5 voturi pentru și 4 împotrivă în cazul National Federation of Independent Business v. Sebelius⁠(en)[traduceți] că Clauza Comercială⁠(en)[traduceți] nu permite guvernului să impună cetățenilor achiziționarea de asigurare sanitară, dar că mandatul este constituțional conform atribuțiilor Congresului federal în ce privește politica fiscală. În cazul Burwell v. Hobby Lobby⁠(en)[traduceți], Curtea a decis că, în conformitatea cu Legea de Restaurare a Libertății Religioase, firmele cu acțiuni netranzacționate public pot fi scutite pe motive religioase de la reglementările adoptate prin ACA care altfel le-ar fi impus să plătească pentru anumite medicamente contraceptive.

#### Politica energetică
Înainte de luna iunie 2014, Obama a oferit susținere substanțială pentru o reformă pe scară foarte largă a sistemului energetic național, susținută de Obama încă din primul mandat și pe care a confirmat-o și în Discursul privind Starea Uniunii din ianuarie 2014, propunerile sale primind reacții amestecate din partea ambelor partide. În iunie 2014, Obama a dat indicații administrației sale să ia în calcul trecerea către o politică energetică mai orientată către industria manufacturieră și impactul ei asupra economiei naționale. Abordarea lui Obama de a combina selectiv reglementări și stimulente în diverse aspecte ale politicii energetice, cum ar fi mineritul cărbunelui și fracturarea hidraulică a primit și ea comentarii contradictorii, dintre care unele o acuzau că nu răspunde suficient la necesitățile sectorului industriilor producătoare, iar altele susțineau că sectorul industrial intern utilizează până la o treime din resursele energetice naționale.

#### Controlul armelor de foc

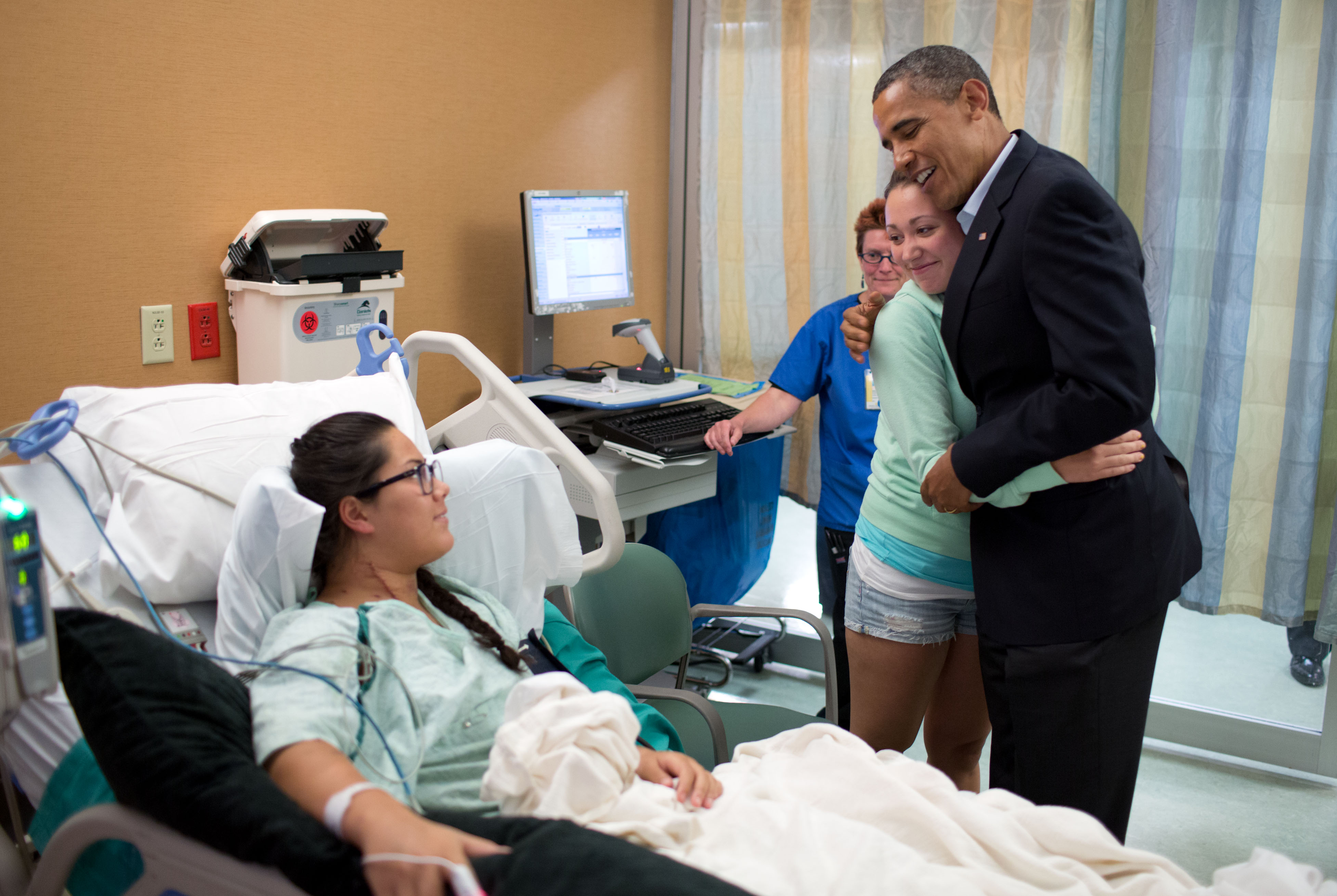
Președintele Obama în vizită la en la en la 22 iulie 2012

La 16 ianuarie 2013, la o lună după atacul armat de la Școala Elementară Sandy Hook, președintele Obama a semnat 23 de ordonanțe executive și a avansat o serie de propuneri de reformare drastică a controlului armelor de foc. El a cerut Congresului să reintroducă o interdicție expirată asupra armelor de asalt de tip militar, cum ar fi cele utilizate în atacurile armate recente soldate cu multe victime, să impună o limită de 10 gloanțe la magaziile de muniție, să introducă verificarea istoricului fiecărei persoane care achiziționează arme de foc, să adopte interdicții asupra posesiei și traficului de gloanțe ce pot penetra materialele antiglonț, să introducă pedepse mai dure pentru traficul ilicit de arme, în special pentru traficanții fără licență care furnizează arme criminalilor, și să aprobe numirea unui nou șef al Biroul federal pentru Alcool, Tutun, Arme de Foc și Explozibili pentru prima oară după 2006.

#### Alegerile legislative parțiale din 2010
Despre alegerile legislative din 2 noiembrie 2010⁠(en)[traduceți], în care Partidul Democrat a pierdut 63 de locuri, și majoritatea, în Camera Reprezentanților, Obama a afirmat că sunt „o umilință” și „o înfrângere totală”. El a afirmat că rezultatele proaste au venit pentru că încă nu simțiseră destui americani efectele revenirii economiei.

### Politica externă

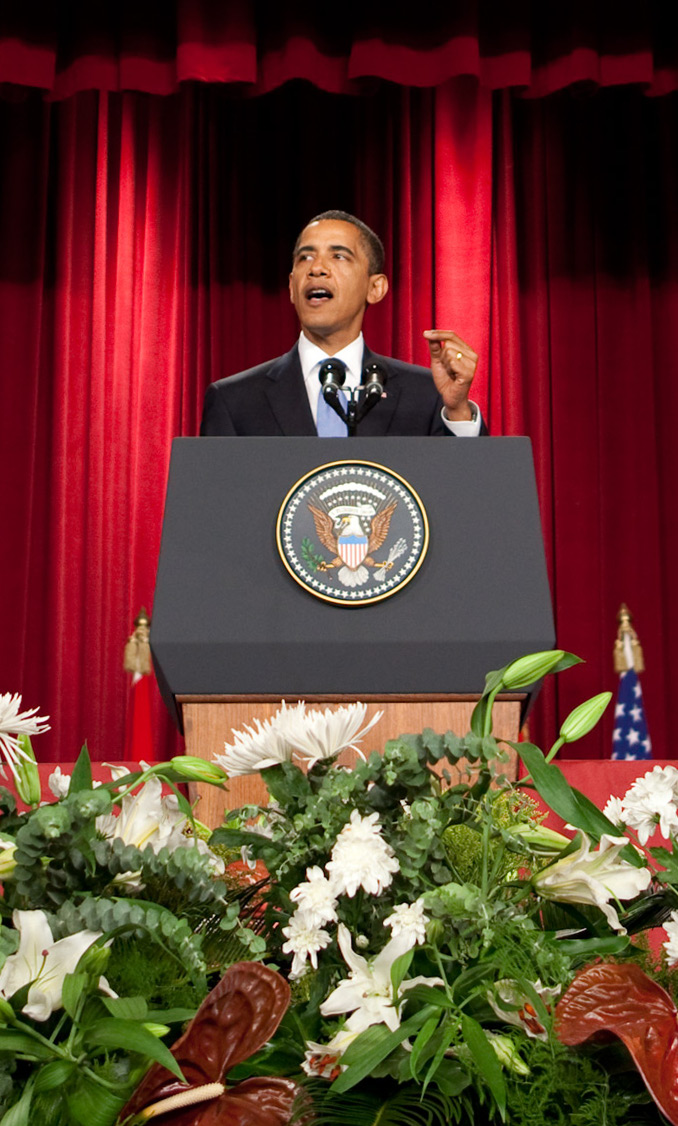
Obama vorbind despre en la en la 4 iunie 2009

În februarie și martie 2009, vicepreședintele Joe Biden și secretarul de stat⁠(en)[traduceți] Hillary Rodham Clinton au efectuat călătorii separate în străinătate pentru a anunța o „nouă eră” în domeniul relațiilor externe ale SUA cu Rusia și cu Europa, utilizând termenii „desprindere” și „resetare” pentru a da semnalul unor schimbări majore față de politicile administrației precedente. Obama a încercat să întindă o mână liderilor arabi oferind primul său interviu în calitate de președinte unei televiziuni arăbești difuzate prin cablu, Al Arabiya⁠(en)[traduceți].
La 19 martie, Obama a continuat să acorde atenție lumii musulmane, publicând un mesaj video de Anul Nou adresat poporului și guvernului iranian. În aprilie, Obama a ținut un discurs la Ankara, Turcia, bine primit de mai multe guverne arabe. La 4 iunie 2009, Obama a ținut un discurs la Universitatea din Cairo⁠(en)[traduceți] în  Egipt cerând „Un nou început”⁠(en)[traduceți] în relațiile dintre lumea islamică și Statele Unite, promovând pacea în Orientul Mijlociu.
La 26 iunie 2009, ca răspuns la acțiunile guvernului iranian împotriva protestatarilor ce contestau rezultatul alegerilor prezidențiale iraniene din 2009, Obama a spus: „violențele comise împotriva lor sunt strigătoare la cer. Le vedem și le condamnăm.” La 7 iulie, la Moscova, el a răspuns unui comentariu al vicepreședintelui Biden privind un posibil atac militar israelian împotriva Iranului afirmând: „le-am spus direct israelienilor că este important să încerce să rezolve aceasta într-un context internațional în așa fel încât să nu creeze un conflict major în Orientul Mijlociu.”
La 24 septembrie 2009, Obama a devenit primul președinte american în funcție care a prezidat o ședință a Consiliului de Securitate al ONU.
În martie 2010, Obama a luat atitudine în public împotriva planurilor guvernului premierului israelian Benjamin Netanyahu de a continua construcția de colonii evreiești în cartierele predominant arabe din Ierusalimul de Est. În aceeași lună, s-a ajuns la un acord cu administrația președintelui rus Dmitri Medvedev pentru a înlocui Tratatul de Reducere a Armamentului Strategic din 1991 cu un pact prin care se reducea numărul de arme nucleare cu rază lungă de acțiune aflate în arsenalele ambelor țări cu circa o treime. Obama și Medvedev au semnat tratatul New START⁠(en)[traduceți] în aprilie 2010, iar Senatul american l-a ratificat în decembrie 2010.
La 6 decembrie 2011, el a instruit agențiile să ia în calcul drepturile persoanelor LGBT la acordarea de ajutoare financiare țărilor străine. Obama a criticat legislația rusească ce discrimina homosexualii, în contextul Jocurilor Olimpice de Iarnă de la Soci.

#### Irak
La 27 februarie 2009, Obama a anunțat încetarea operațiunilor de luptă din Irak în termen de 18 luni. Remarcile sale au fost făcute în fața unui grup de pușcași marini ce se pregăteau pentru desfășurarea în Afganistan. Obama a spus: „să vă spun cât de clar se poate: până la 31 august 2010, misiunea noastră de luptă în Irak va lua sfârșit.” Administrația Obama a planificat retragerea trupelor până în august 2010, scăzând numărul de militari de la 142.000, și lăsând o forță de tranziție de circa 50.000 de soldați în Irak până la sfârșitul lui 2011. La 19 august 2010, ultima brigadă de combatanți americani a ieșit din Irak. Trupele rămase au trecut de la operațiuni de luptă la antiterorism și la antrenarea, echiparea și consilierea forțelor irakiene de securitate. La 31 august 2010, Obama a anunțat că misiunea de luptă a Statelor Unite în Irak a luat sfârșit. La 21 octombrie 2011, președintele Obama a anunțat că toți militarii americani vor părăsi Irakul la timp pentru a veni „acasă de sărbători”.
În vara lui 2014, în contextul înaintării grupărilor insurgente după retragerea americană din 2011, Obama a fost aspru criticat atât de opoziția republicană cât și de fostul secretar de stat Hillary Clinton pentru retragerea totală din Irak. Președintele a trimis o forță de 275 de soldați pentru a oferi susținere și securitate pentru personalul american și pentru ambasada americană din Bagdad.

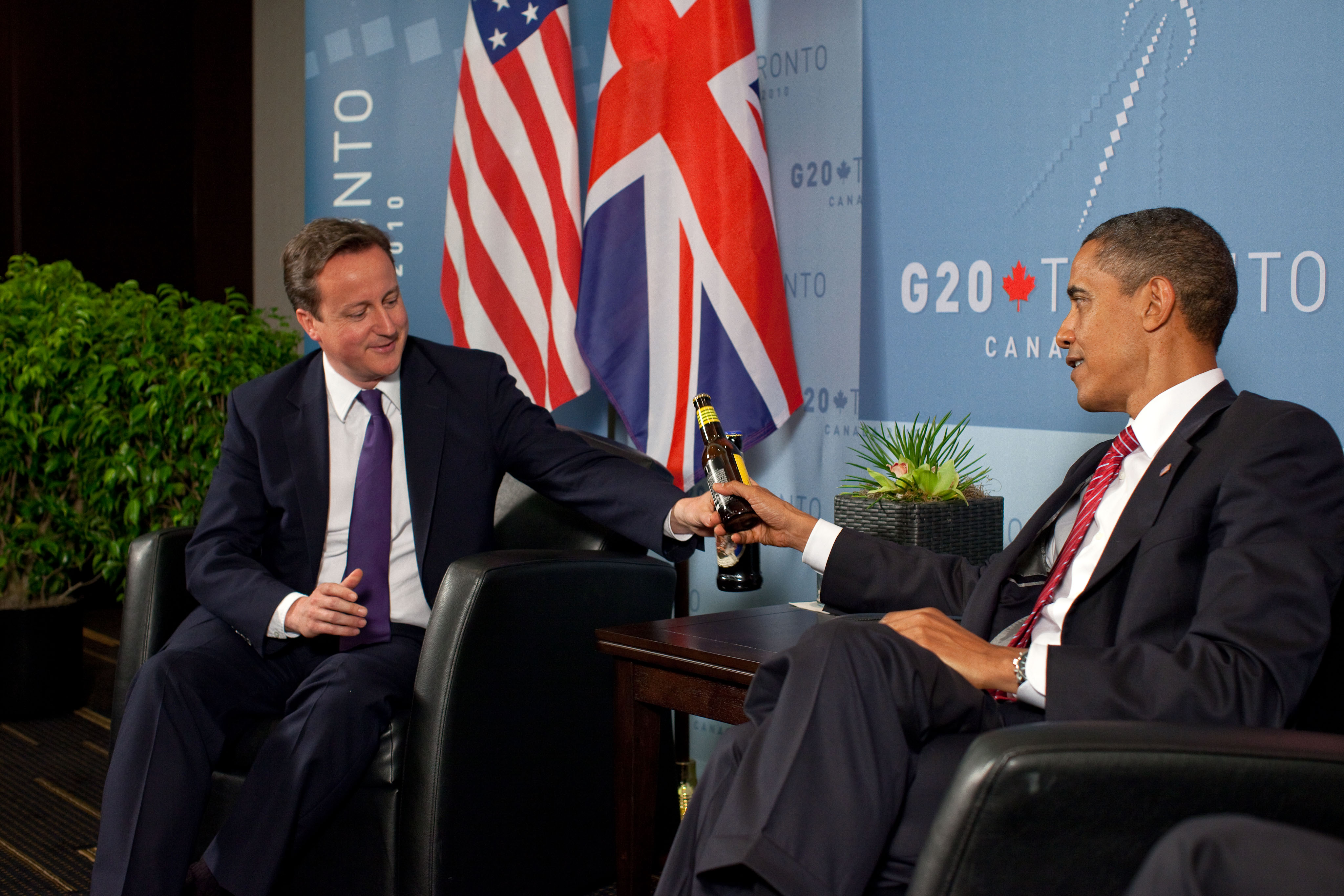
Întâlnire cu primul ministru britanic David Cameron în timpul summitului G-20 din 2010 de la Toronto

#### Războiul din Afganistan
La începutul președinției sale, Obama a acționat în sensul măririi prezenței militare americane în Afganistan. El a anunțat o creștere a numărului de soldați americani cu 17.000 în februarie 2009 cu scopul de a „stabiliza situația afgană aflată în curs de deteriorare”, el afirmând despre această zonă că nu a primit „atenția strategică, îndrumarea și resursele de care are atât de urgentă nevoie”. El l-a înlocuit pe comandantul militar din Afganistan, generalul David D. McKiernan⁠(en)[traduceți], cu fostul comandant al Forțelor Speciale, general-locotenent Stanley A. McChrystal în mai 2009, arătând că experiența lui McChrystal la Forțele Speciale va facilita utilizarea tacticilor de contrainsurgență în război. La 1 decembrie 2009, Obama a anunțat desfășurarea a încă 30.000 de militari în Afganistan și a propus începerea retragerii trupelor după 18 luni de la acea dată; aceasta a avut loc în iulie 2011. David Petraeus l-a înlocuit pe McChrystal în iunie 2010, după ce stafful lui McChrystal a criticat personalul de la Casa Albă într-un articol într-o revistă. În februarie 2013, Obama a afirmat că armata SUA va reduce prezența în Afganistan de la 68.000 la 34.000 de soldați până în februarie 2014.

#### Israel

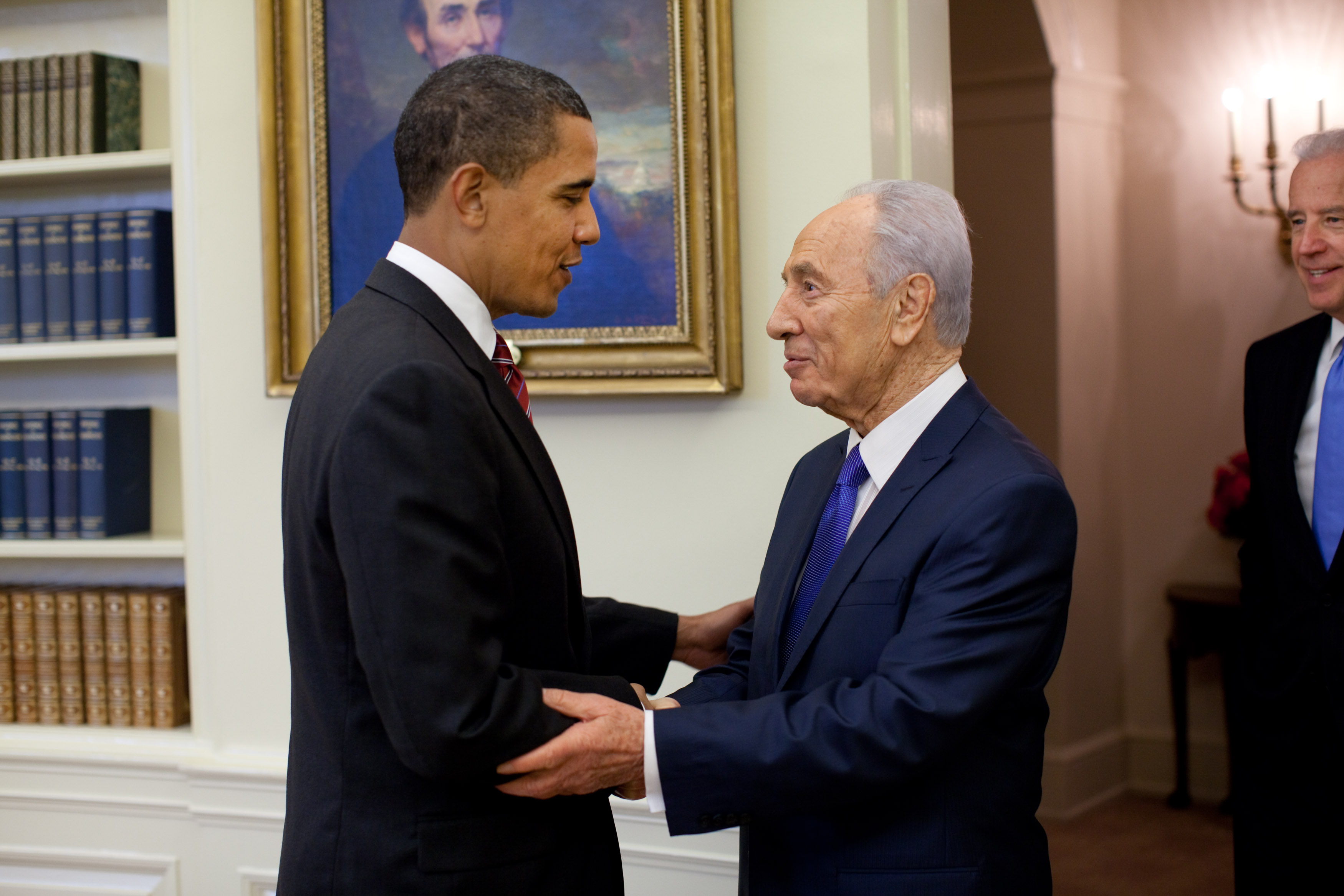
Obama la o întâlnire cu președintele Israelului Shimon Peres, 2009

În iunie 2012, Obama a afirmat că legătura dintre Statele Unite și Israel este „de nezdruncinat” În primii ani ai administrației Obama, SUA și-au intensificat cooperarea militară cu Israelul, inclusiv prin creșterea ajutorului militar, reînființarea Grupului Politic Militar Comun⁠(en)[traduceți] SUA-Israel și a Grupului de Consiliere pe Teme de Politică de Apărare, și prin intensificarea vizitelor reciproce la nivel de înalți oficiali militari. Administrația Obama a cerut Congresului alocarea de fonduri către programul Iron Dome ca răspuns față de valurile de atacuri cu rachete palestiniene împotriva Israelului.
În 2011, Statele Unite s-au opus cu veto unei rezoluții a Consiliului de Securitate care condamna coloniile israeliene, SUA fiind singura țară care s-a opus rezoluției. Obama susține soluția cu două state⁠(en)[traduceți] la conflictul arabo-israelian pe baza frontierelor din 1967 cu schimburi teritoriale.
În 2013, un ziarist a relatat că, în viziunea lui Obama, „cu fiecare anunț de colonie, Netanyahu își duce țara cu încă un pas pe drumul către izolarea cvasitotală.”

#### Războiul din Libia
În martie 2011, în timp ce forțele loiale lui Muammar Gaddafi înaintau împotriva rebelilor din toată Libia, se lansau apeluri pentru interzicerea zborurilor deasupra Libiei din toată lumea, inclusiv din Europa, din partea Ligii Arabe, și printr-o rezoluție adoptată în unanimitate de Senatul american. Ca răspuns la adoptarea în unanimitate a Rezoluției numărul 1973 a Consiliului de Securitate al ONU⁠(en)[traduceți] la 17 martie, Gaddafi—care jurase anterior să „nu arate milă” față de rebelii din Benghazi—a anunțat încetarea imediată a activităților militare, dar au apărut relatări că forțele sale continuă să bombardeze Misrata. A doua zi, din ordinul lui Obama, armata americană a luat parte la bombardamente ce aveau ca scop distrugerea capabilităților de apărare aeriană a guvernului libian, cu scopul de a proteja civilii și de a aplica un no-fly-zone, inclusiv prin utilizarea de rachete Tomahawk⁠(en)[traduceți], B-2 Spirit, și avioane de luptă. Șase zile mai târziu, la 25 martie, prin votul unanim al tuturor celor 28 de membri, NATO a preluat conducerea efortului, denumit Operation Unified Protector⁠(en)[traduceți]. Unii congressmani s-au întrebat dacă Obama are sau nu autoritatea constituțională de a ordona acțiuni militare și s-au întrebat care sunt costurile, structura și urmările. Conflictul s-a încheiat în luna octombrie cu moartea lui Gaddafi.

#### Osama bin Laden

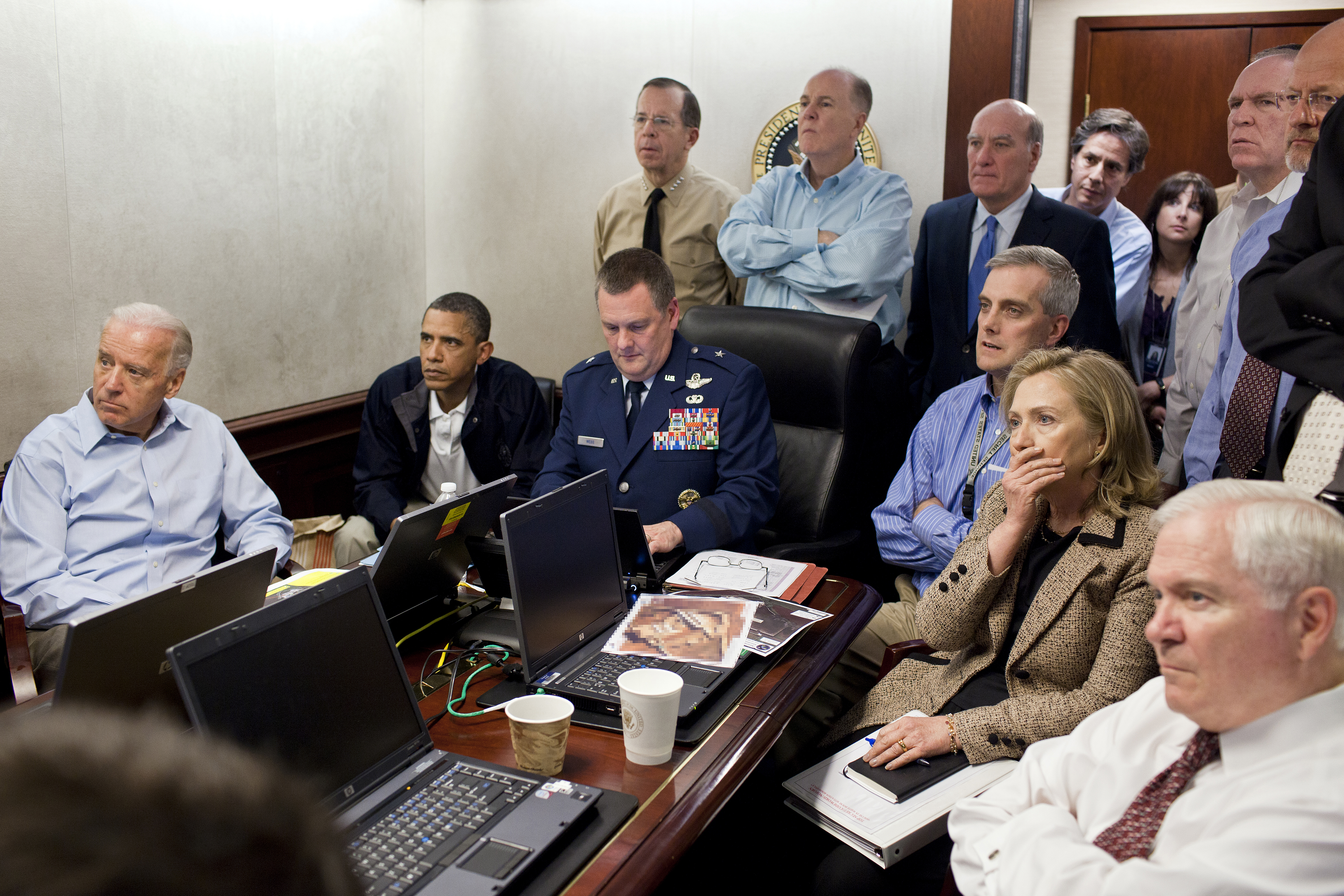
Președintele Barack Obama împreună cu membrii echipei naționale de securitate, primesc informații actualizate despre en, în en la 1 mai 2011.

Începând cu informații primite în iulie 2010, și dezvoltate de CIA în următoarele câteva luni, s-a determinat că este foarte probabil ca Osama bin Laden să se afle într-un complex mare din Abbottabad, Pakistan, o zonă suburbană aflată la 50 km de Islamabad. Șeful CIA Leon Panetta a raportat aceste informații președintelui Obama în martie 2011. După ce s-a întâlnit cu consilierii săi pe teme de securitate națională de-a lungul următoarelor șase săptămâni, Obama a respins un plan de bombardare a complexului, autorizând în schimb un „raid chirurgical” efectuat de Navy SEALs. Operațiunea a avut loc la 1 mai 2011, și s-a soldat cu moartea lui bin Laden și cu confiscarea de documente, hard-discuri și unități de stocare de date din complex. Testele ADN au identificat cadavrul lui bin Laden, care a fost înmormântat pe mare după câteva ore. La câteva minute după anunțul dat de președinte de la Washington, DC, în seara de 1 mai, au avut loc adunări de sărbătoare în toată țara, în fața Casei Albe, și la Ground Zero⁠(en)[traduceți] și în Times Square din New York City. Reacțiile la anunț au fost pozitive în ambele partide majore, inclusiv din partea foștilor președinți Bill Clinton și George W. Bush, și în multe țări.

## Viziunea politică

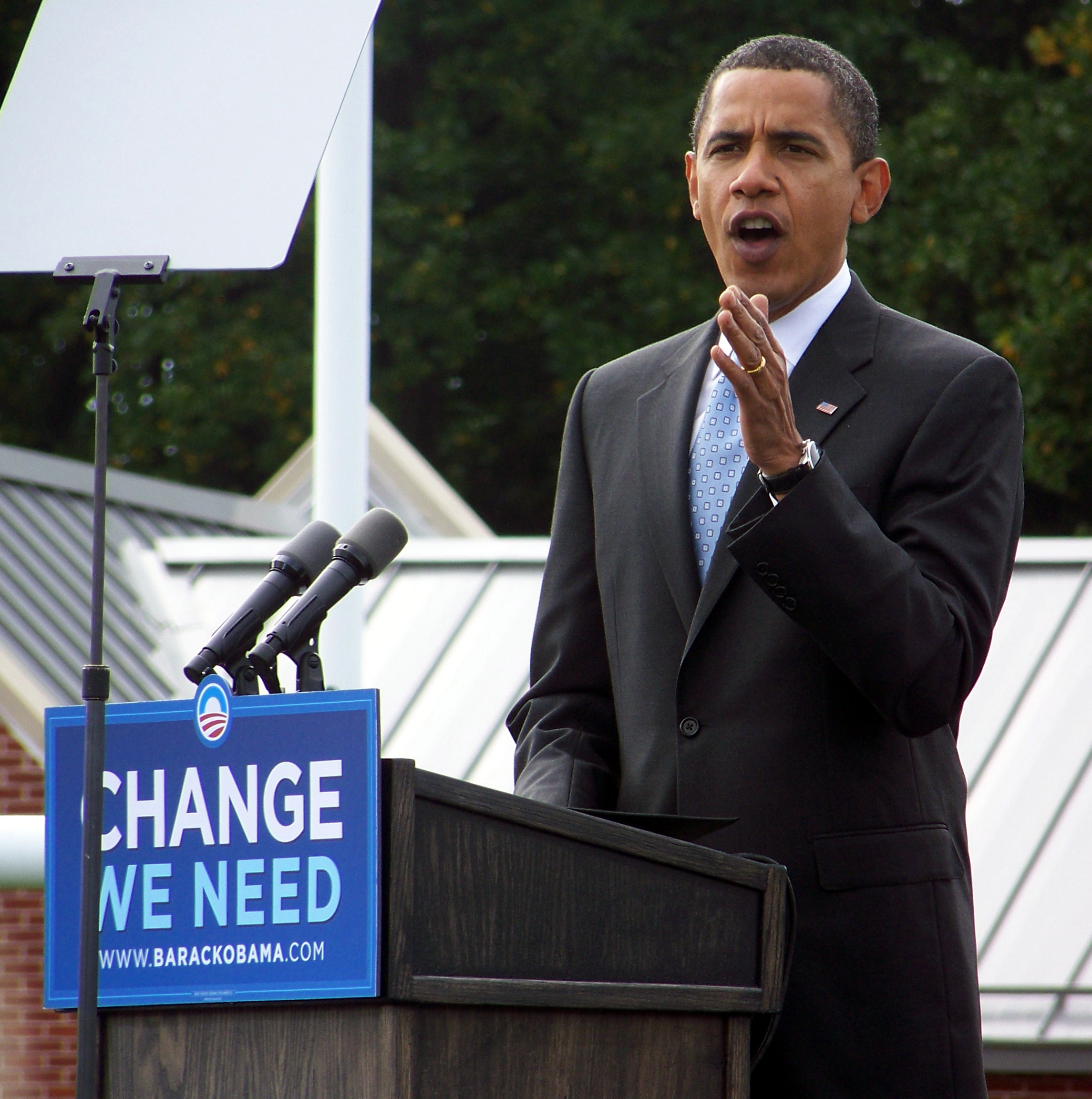
Obama în campanie în Pennsylvania, în octombrie 2008.

Obama a fost de la început un adversar al politicilor administrației Bush în Irak. La 2 octombrie 2002, ziua în care președintele George W. Bush și Congresul au căzut de acord asupra rezoluției comune care a autorizat invadarea Irakului, Obama s-a adresat primului mare miting anti-război din Chicago din Clădirea federală Kluczynski, luând poziție împotriva războiului. La 16 martie 2003, ziua în care președintele Bush a dat ultimatumul de 48 de ore lui Saddam Hussein în care îi cerea să părăsească Irakul înainte de venirea trupelor americane, Obama a vorbit la cea mai mare adunare anti-război din Chicago în Centrul Richard J. Daley și a spus mulțimii că „nu este prea târziu” pentru a opri războiul.
Obama a declarat că dacă va fi ales, va face reduceri bugetare de ordinul zecilor de miliarde de dolari, va înceta investițiile în sisteme defensive antirachetă „netestate”, se va opune înarmării spațiului cosmic, „va încetini dezvoltarea Future Combat Systems”, și va încerca să elimine toate armele nucleare. Obama susține încetarea dezvoltării de noi arme nucleare, reducând arsenalul nuclear american, încercând o interdicție globală asupra producției de material fisionabil, și încercând să negocieze cu Rusia pentru a reduce nivelul de alertă privind rachetele balistice intercontinentale.
În noiembrie 2006, Obama a cerut o retragere gradată a trupelor americane din Irak și deschiderea dialogului diplomatic cu Siria și Iran. Într-un discurs din martie 2007 în fața AIPAC, un grup de lobby proisraelian, a spus că principalul mod de a preveni dezvoltarea armelor nucleare de către Iran îl constituie discuțiile și diplomația, neeliminând însă nici posibilitatea acțiunilor militare. Obama a indicat că nu s-ar angaja în diplomație prezidențială directă cu Iranul fără precondiții. Detaliindu-și strategia de luptă împotriva terorismului global, în august 2007, Obama a spus că „a fost o mare greșeală lipsa de acțiune” împotriva unei întâlniri din 2005 a liderilor al-Qaeda care serviciile de informații ale SUA confirmaseră că va avea loc în Zonele Tribale Administrate Federal din Pakistan. El a spus că, în calitate de președinte, nu va pierde o ocazie similară, chiar și fără suportul guvernului pakistanez.
Într-un editorial din decembrie 2005, publicat în Washington Post, și la mitingul Salvați Darfurul din aprilie 2006, Obama a cerut acțiuni mai ferme pentru oprirea genocidului din regiunea Darfur din Sudan. El și-a retras o investiție de 180.000 în acțiuni ale companiilor legate de Sudan, și a cerut retragerea investițiilor din companiile care desfășurau afaceri în Iran. În numărul din iulie-august 2007 al revistei Foreign Affairs, Obama a făcut apel pentru o politică externă mai deschisă după războiul din Irak și pentru reînnoirea conducerii militare, diplomatice și morale a lumii de către SUA. Spunând „nu putem nici să ne retragem din lume, nici să încercăm să o forțăm să ni se supună”, a cerut americanilor să „conducă lumea, prin fapte și prin exemplu”.
În problemele economice, în aprilie 2005, a luat apărarea politicilor sociale New Deal ale lui Franklin D. Roosevelt și s-a opus propunerilor republicane de înființare de conturi private pentru protecția socială. După Uraganul Katrina, Obama a luat poziție împotriva indiferenței guvernului în fața creșterii diferențelor economice între clasele sociale, cerând atât partidelor politice să acționeze pentru restaurarea plasei de siguranță socială pentru săraci. La scurt timp după ce și-a anunțat candidatura la președinție, Obama a spus că susține asistența medicală universală în Statele Unite. Obama propune plata profesorilor prin sisteme tradiționale ce se bazează pe evaluarea performanțelor, asigurând sindicatele că schimbările vor fi efectuate prin procedee de negocieri colective.

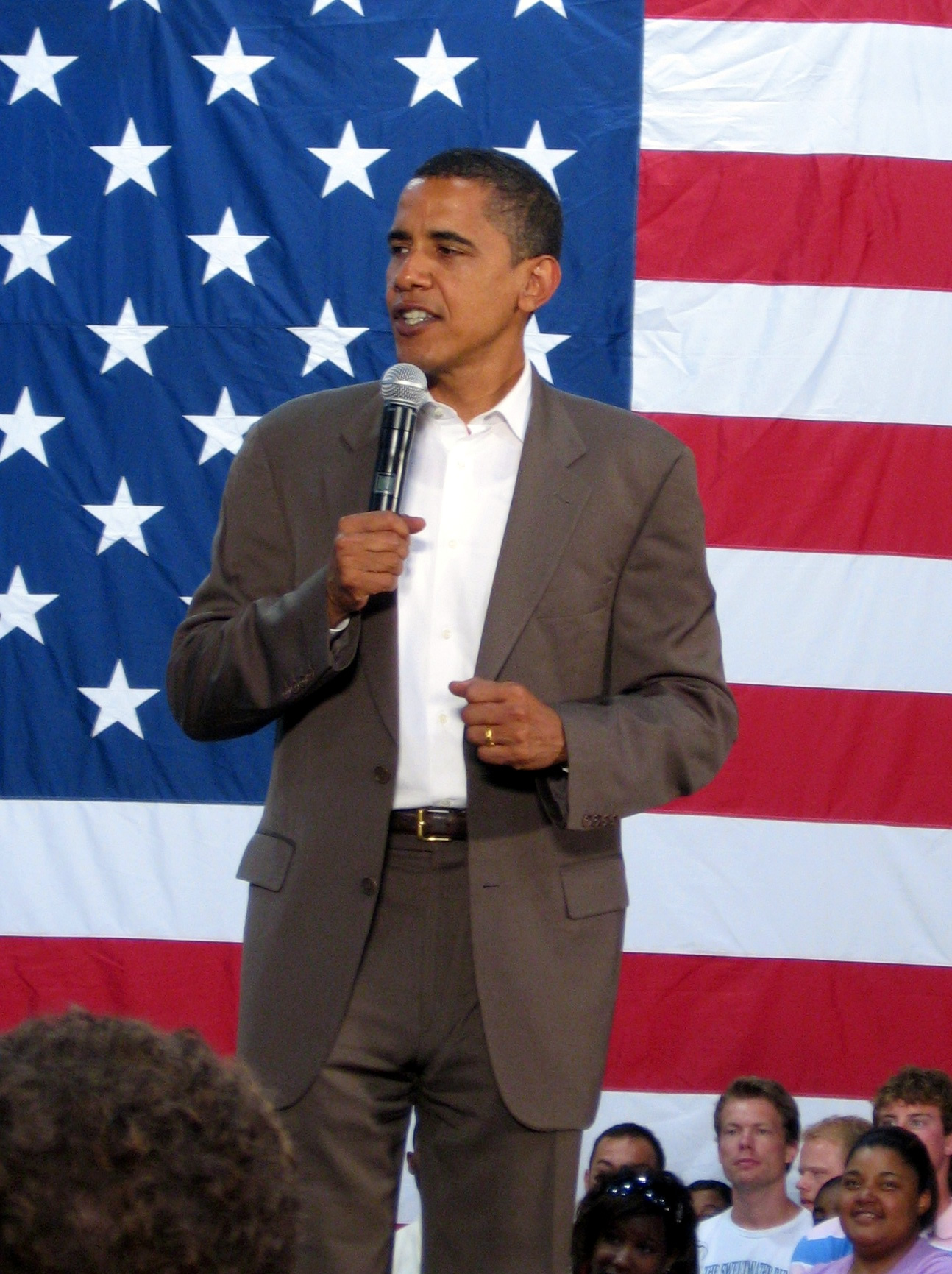
Obama vorbind la un miting din Conway, Carolina de Sud.

În septembrie 2007, a acuzat grupurile de interese pentru distorsionarea codului fiscal american. Planul său ar elimina taxele pentru pensionarii cu venituri mai mici de 50.000 de dolari pe an, ar elimina reducerile de taxe pentru cei care câștigă peste 250.000 de dolari pe an, precum și reducerile de taxe pe dividende și pe profit, ar elimina portițele de evitare a plății taxelor de către corporații, ar ridica pragul pentru impunerea taxelor de protecție socială, ar restricționa accesul la paradisurile fiscale de peste hotare, și ar simplifica procedeele de cereri de returnări de taxe prin precompletarea informațiilor salariale și bancare deja colectate de către IRS. La anunțarea programului de guvernare în domeniul energetic, în octombrie 2007, Obama a propus un sistem de licitații pentru restricționarea emisiilor de carbon și un program de investiții pe zece ani în noi surse de energie pentru reducerea dependenței SUA de importurile de petrol. Obama a propus ca toate creditele de poluare să fie scoase la licitație, fără continuarea aplicării regulilor vechi pentru companiile de petrol și gaze, iar ca venitul obținut să fie cheltuit pe dezvoltarea energetică și pe costurile tranziției economice.
Obama a încurajat democrații să se apropie de evanghelici și de alte grupuri religioase. În decembrie 2006, s-a alăturat senatorului Sam Brownback (republican, din Kansas) la Summitul Global pe tema SIDA și Biserica organizat de liderii religioși Kay și Rick Warren. Împreună cu Warren și Brownback, Obama și-a făcut un test HIV, așa cum a făcut și în Kenya cu mai puțin de patru luni înainte. A încurajat pe „alte persoane publice să facă la fel” și să nu le fie rușine. Înaintea conferinței, optsprezece grupuri antiavort au publicat o scrisoare deschisă în care au afirmat, cu referire la susținerea de către Obama a avortului legal: „În cei mai puternici termeni cu putință, ne opunem deciziei lui Rick Warren' de a ignora atitudinea evidentă pro-moarte a senatorului Obama și de a-l invita la Biserica din Saddleback”. Adresându-se a peste 8.000 de membrii ai Bisericii Unite a lui Hristos în iunie 2007, Obama a contestat „așa-numiții lideri ai dreptei creștine” pentru că sunt „mult prea dornici să exploateze ceea ce ne desparte”.
O metodă pe care o folosesc analiștii politici pentru a măsura ideologia politică este compararea ratingurilor anuale ale  Americans for Democratic Action (ADA) cu cele ale American Conservative Union (ACU). Pe baza anilor în care a făcut parte din Congres, Obama are o medie de conservatoarism de 7.67% din partea ACU, și una de liberalism de 90% din partea ADA.

## Familia și viața personală

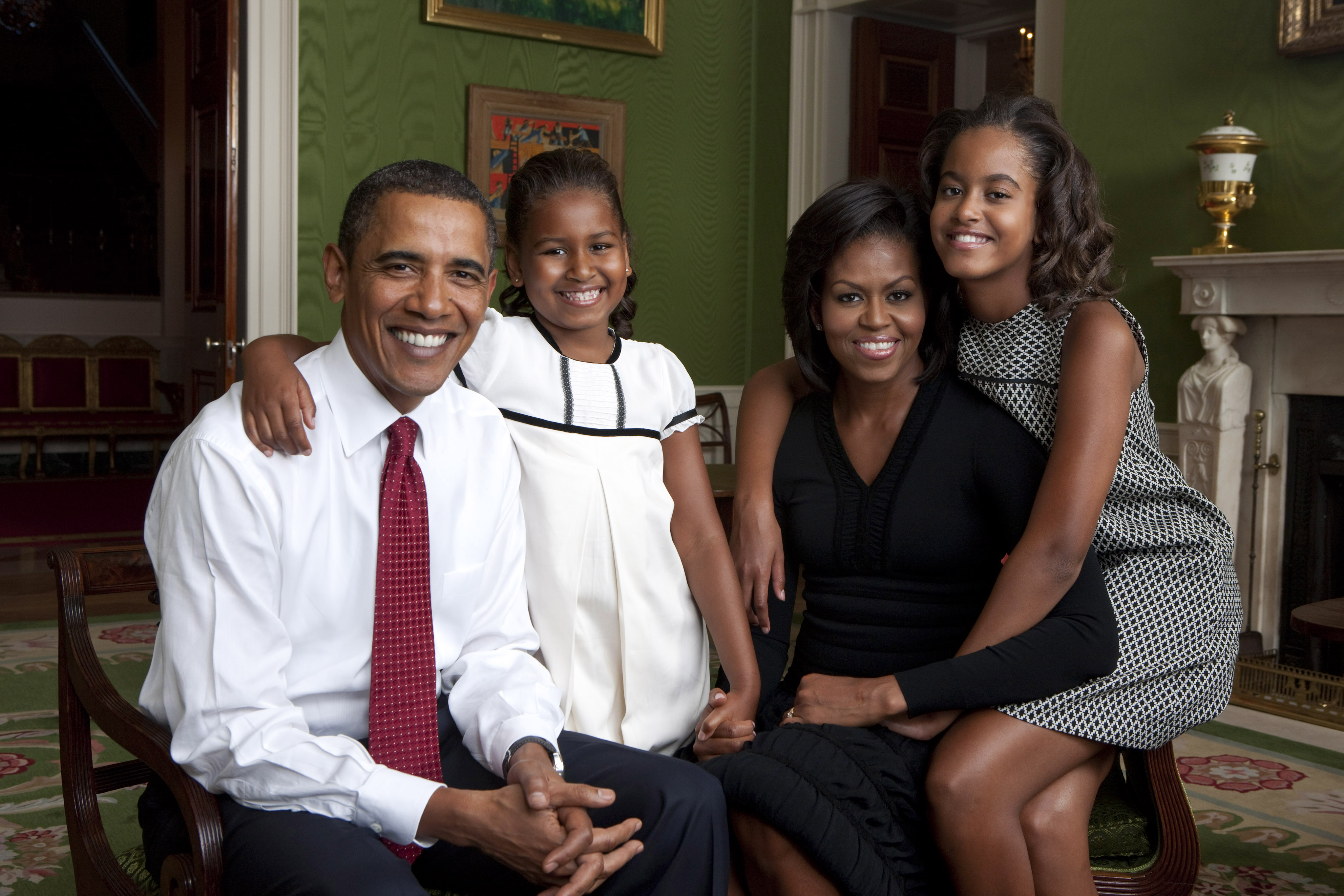
Barack Obama alături de soția sa, Michelle Obama, și de fiicele sale, Sasha și Malia, în 2009.

Obama a cunoscut-o pe soția sa, Michelle Robinson, în iunie 1989 când era angajat ca asociat temporar la firma de avocatură din Chicago Sidley Austin. Consilier al lui Obama timp de trei luni la acea firmă, Robinson i s-a alăturat la evenimente sociale de grup, dar i-a refuzat primele cereri de a se întâlni. A acceptat însă mai târziu în acea vară, s-au logodit în 1991, și s-au căsătorit la 3 octombrie 1992. Prima fiică a celor doi, Malia Ann, s-a născut în 1998, iar a doua fiică, Natasha (Sasha), în 2001.
În urma câștigurilor realizate din publicarea de carte, în 2005, familia s-a mutat dintr-un apartament din Hyde Park, Chicago  în casa lor de 1,6 milioane de dolari din Kenwood. Cumpărarea unui lot adiacent și vânzarea unei părți a acestuia către Obama de către soția prietenului său Tony Rezko a atras atenția media din cauza acuzării și ulterior condamnării lui Rezko pentru corupție, acuzații fără legătură cu Obama.
În decembrie 2007, revista Money a estimat averea familiei Obama la 1,3 milioane de dolari. Formularele fiscale din 2007 au arătat un venit la nivel de familie de 4,2 milioane de dolari—de la aproximativ 1 milion în 2006 și 1,6 milioane în 2005—provenit mai ales din vânzările de cărți.

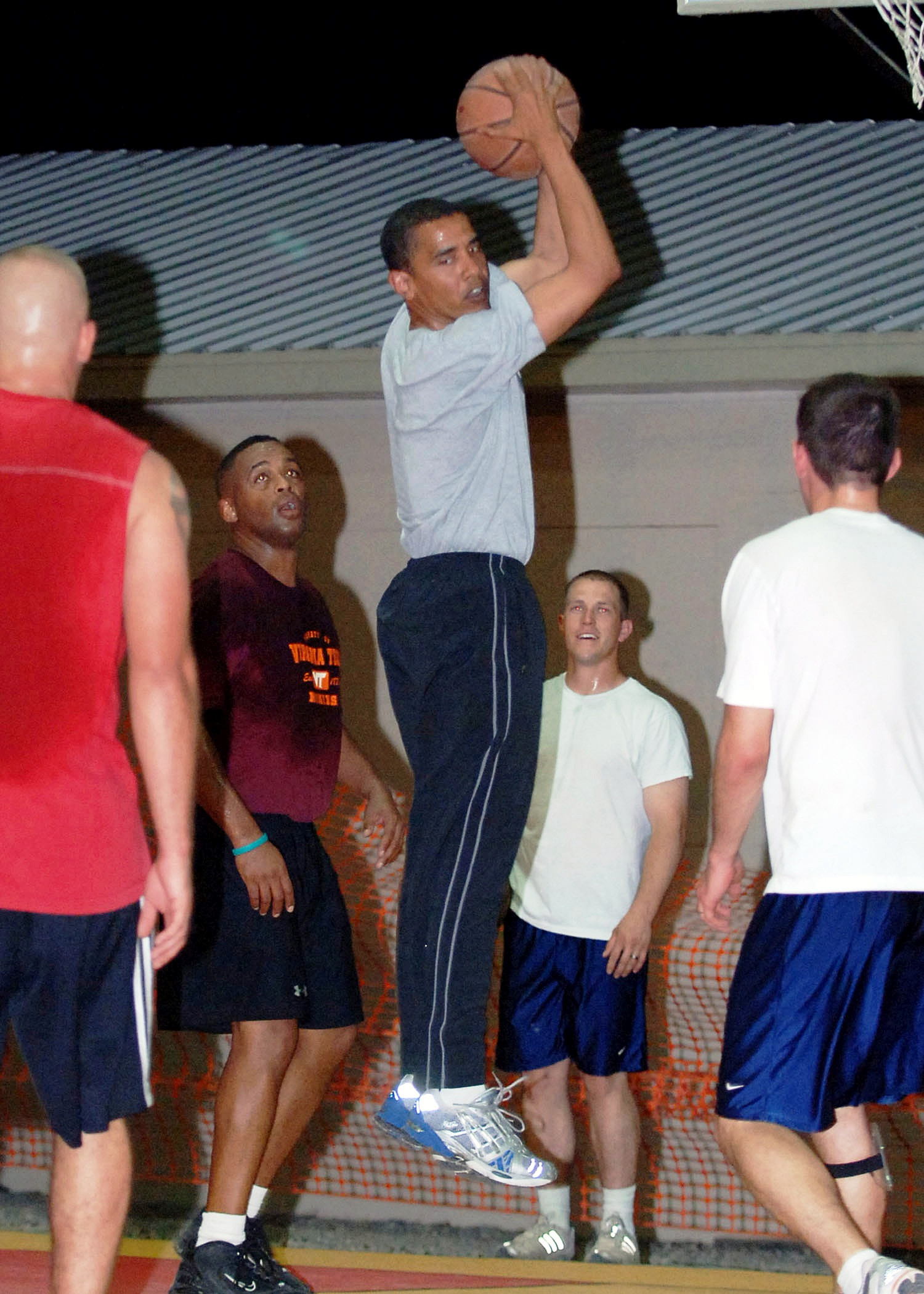
Obama jucând baschet cu militarii americani din Djibouti în 2006.

Într-un interviu din 2006, Obama a evidențiat diversitatea familiei sale. „Michelle vă va spune că atunci când ne întâlnim de Crăciun sau de Thanksgiving, e ca o reuniune a Națiunilor Unite în miniatură”, a spus el. „Am rude care seamănă cu Bernie Mac, și am rude care seamănă cu Margaret Thatcher.” Obama are șapte frați și surori pe jumătate din familia tatălui sau kenyan, dintre care șase sunt în viață, și o soră pe jumătate, Maya Soetoro-Ng, fiica mamei lui și a celui de-al doilea soț indonezian al acesteia. Mama lui Obama murit înaintea mamei ei, Madelyn Dunham, originară din Kansas, care a murit la 3 noiembrie 2008, cu două zile înaintea alegerilor prezidențiale. În Dreams from My Father, Obama face legătură între istoria familiei sale și posibili strămoși americani băștinași și rude îndepărtate ale lui Jefferson Davis, președintele Confederației sudului în timpul războiului civil american.
Obama practică baschetul, un sport în ale cărui competiții a participat în liceu. Înainte de a-și anunța candidatura la președinție, a început un puternic mediatizat efort de a renunța la fumat.
Obama este creștin, iar vederile sale religioase au evoluat la maturitate. În The Audacity of Hope, Obama scrie că el nu a fost „crescut într-o familie religioasă”. El o descrie pe mama lui, ai cărei părinți nu erau religioși (și pe care Obama i-a descris ca „metodiști și baptiști nepracticanți”) ca fiind detașată de religie, și totuși, „în multe feluri, persoana cea mai activă spiritual pe care am cunoscut-o vreodată”. Își descrie tatăl ca fiind „crescut ca musulman”, dar „ateu convins” la momentul când părinții săi s-au cunoscut, iar tatăl său vitreg era „un om care vedea religia ca pe ceva ce nu era deosebit de util”. În carte, Obama explică cum, lucrând cu bisericile negrilor pentru organizarea comunităților când avea 20-30 de ani, a ajuns să înțeleagă „puterea tradiției religioase afro-americane de a declanșa schimbări sociale”. A fost botezat de către The Trinity United Church of Christ în 1988.

## Imaginea politică și culturală
Cu tatăl kenyan și mama americană albă, copilăria petrecută în Honolulu și Jakarta, și educația la școli din Ivy League, experiențele din copilărie și tinerețe ale lui Obama diferă semnificativ de cele ale altor politicieni afro-americani care și-au început carierele în anii 1960 prin participarea la mișcarea pentru drepturi civile.  Exprimându-și mirarea la întrebările dacă este „suficient de negru”, Obama a spus în august 2007, la o întâlnirea a Asociației Naționale a Jurnaliștilor Negri că discuția nu este nici despre aspectul său fizic, nici despre opiniile exprimate în probleme de interes pentru alegătorii negri. Obama a spus că „suntem încă blocați în această idee că dacă ai un mesaj pentru albi, atunci trebuie că e ceva în neregulă”.
Evocând discursul inaugural al lui John F. Kennedy, Obama și-a prezentat imaginea tinerească într-un discurs de campanie din octombrie 2007, afirmând că: „N-aș fi aici dacă, în mod repetat, ștafeta nu s-ar preda mai departe unei noi generații”.

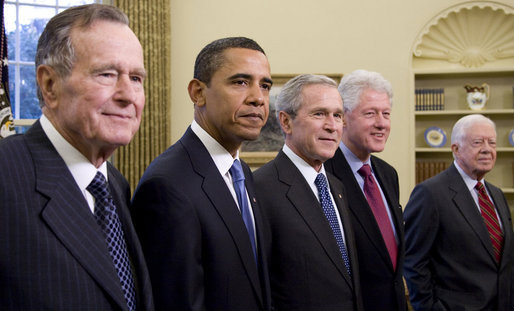
De la stânga la dreapta: Fostul președinte George H. W. Bush, președintele ales Obama, președintele în exercițiu, la final de mandat, George W. Bush, și foștii președinți Bill Clinton și Jimmy Carter în Biroul oval la 7 ianuarie 2009.

Obama a fost lăudat ca bun orator de seama altor oratori renumiți din trecut, cum ar fi Martin Luther King, Jr. Discursul său, intitulat Yes We Can (în traducere, Da, putem), care a fost și pus pe muzică într-un popular videoclip produs Will.i.am, a fost urmărit de 10 milioane de oameni pe Youtube în prima lună, și a primit un Premiu Emmy. Profesorul Jonathan Haidt de la Universitatea Virginia a cercetat eficacitatea discursurilor publice ale lui Obama și a concluzionat că o parte din excelența acestora este datorată capacităților politicianului de a inspira sentimente înălțătoare, dorinței de a acționa moral și de a face bine altora.

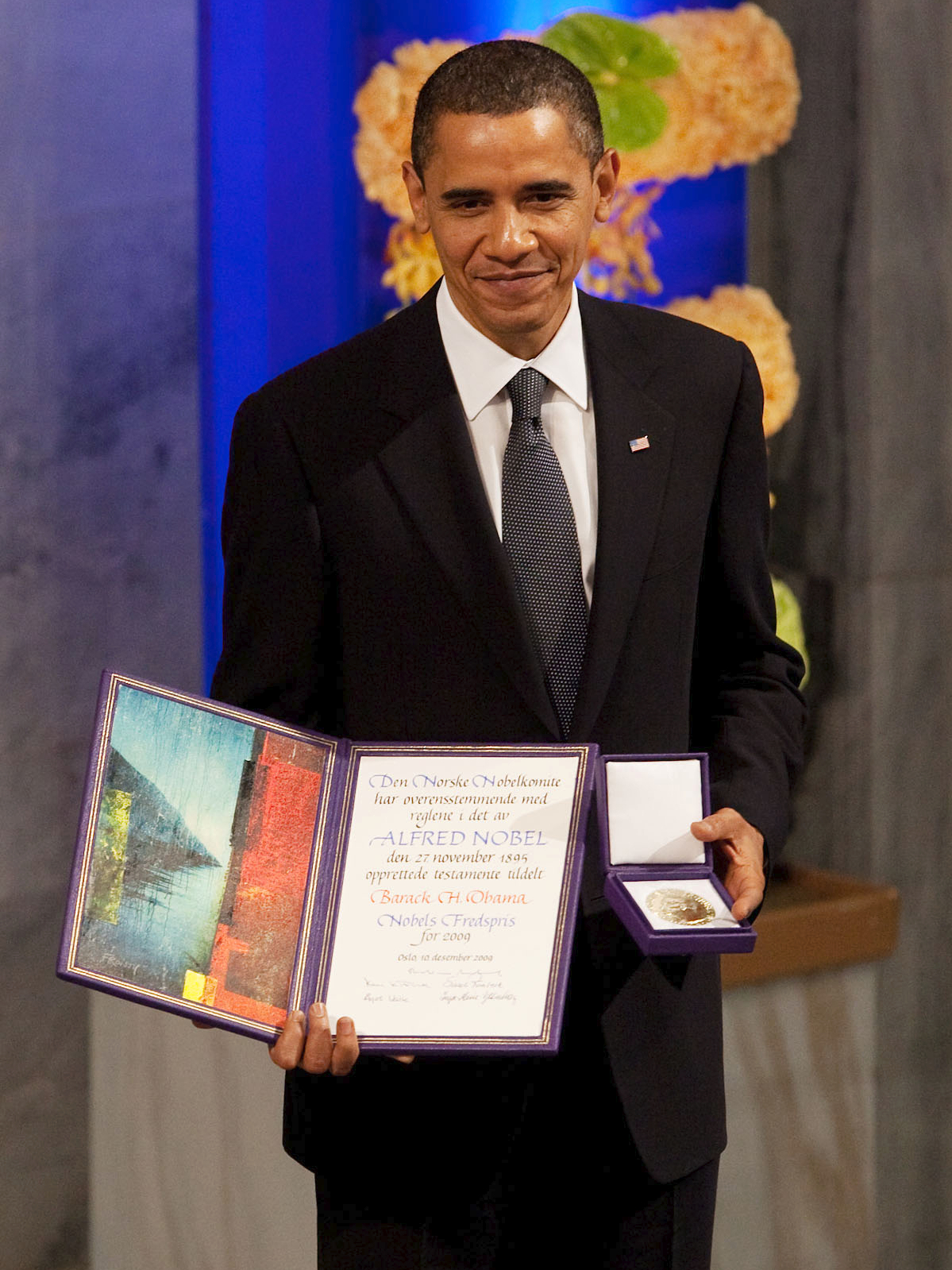
Barack Obama arătând diploma și medalia Premiului Nobel pentru Pace

Numeroși comentatori au menționat imaginea internațională a lui Obama ca factor definitoriu al imaginii sale publice în ansamblu. Nu doar că mai multe sondaje au arătat un suport puternic pentru el în alte țări, dar Obama a stabilit relații strânse cu importanți oameni politici și oficiali aleși străini chiar dinaintea candidaturii sale la președinție, mai ales cu, pe atunci primul ministru al Regatului Unit, Tony Blair, cu care s-a întâlnit la Londra în 2005, cu liderul Partidului Democrat din Italia, Walter Veltroni, care l-a vizitat pe Obama la biroul său senatorial în 2005, și cu președintele Franței Nicolas Sarkozy, care l-a vizitat și la Washington în 2006.
Obama este laureat al Premiului Grammy pentru cel mai bun album vorbit pentru versiunile audio prescurtate ale celor două cărți ale sale; pentru Dreams from My Father (Visuri de la tatăl meu) în februarie 2006 și pentru The Audacity of Hope (Îndrăzneala de a spera) în februarie 2008.
În decembrie 2008, revista Time l-a numit pe Barack Obama omul anului pentru candidatura și victoria sa istorice în alegeri, pe care le-a descris ca „marșul drept al realizărilor aparent imposibile” (în engleză „the steady march of seemingly impossible accomplishments”).

## Premiul Nobel pentru Pace
La 9 octombrie 2009, Thorbjørn Jagland, liderul Comitetului Nobel l-a anunțat pe Președintele Barack Obama ca laureat al Premiului Nobel pentru Pace, „pentru eforturile extraordinare de îndreptare a diplomației mondiale și a cooperării între popoare”. Obama, unul dintre cei 205 candidați, va primi o medalie, o diplomă și un premiu în bani de 1,4 milioane de dolari. Comitetul Nobel a declarat că „diplomația sa este fondată pe conceptul că cei care conduc lumea trebuie să o facă pe baza valorilor și atitudinilor împărtășite de majoritatea populației lumii”,  iar BBC a relatat: „Comisia a pus accent pe eforturile domnului Obama de a îndrepta organismele internaționale și de a promova dezarmarea nucleară”.
Obama a donat premiul în bani unor organizații caritabile ca: Fisher House Foundation, Clinton Bush Haiti Fund, College Summit, The Posse Foundation, The United Negro College Fund, The Hispanic Scholarship Fund, The Appalachian Leadership, Education Foundation, The American Indian College Fund și altele.